# Stea

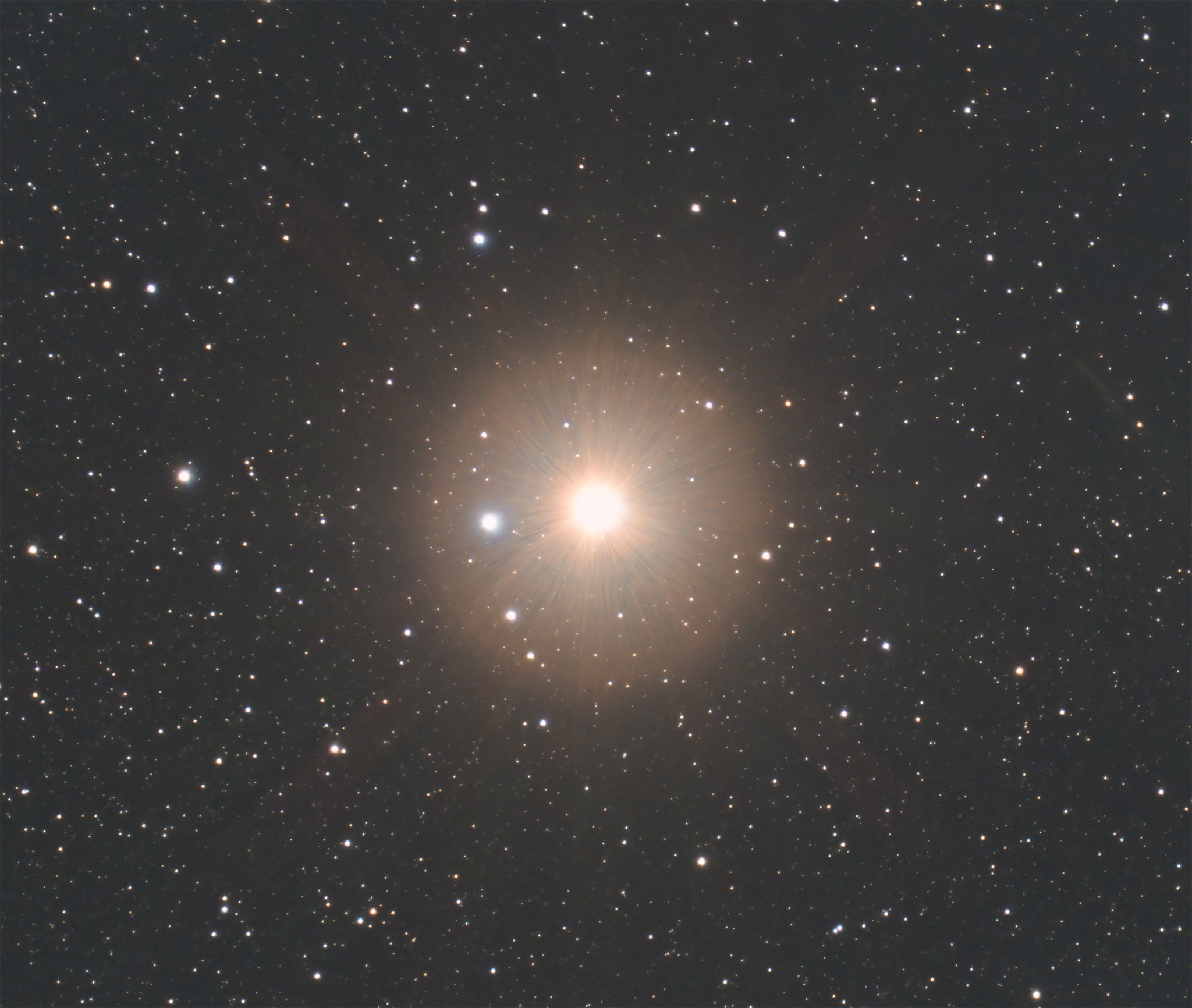
Gacrux, o stea gigantă din constelația Crucea Sudului

O stea (latină stella) este un obiect astronomic format dintr-un sferoid luminos de plasmă ținut împreună de propria sa gravitație. Cea mai apropiată stea de Pământ este Soarele. Multe alte stele sunt vizibile cu ochiul liber de pe Pământ în timpul nopții, apărând ca o multitudine de puncte luminoase fixe pe cer datorită distanței lor imense de Pământ. Istoric, cele mai proeminente stele au fost grupate în constelații și asterisme, dintre care cele mai strălucitoare au obținut nume proprii. Astronomii au realizat cataloage de stele care identifică stelele cunoscute și oferă o standardizare a denumirilor stelare. Universul observabil conține o valoare estimată de 1×1024 stele, dar majoritatea sunt invizibile pentru ochiul liber, inclusiv toate stelele din afara galaxiei noastre, Calea Lactee.
Cel puțin pentru o parte a existenței sale, o stea strălucește datorită fuziunii termonucleare a hidrogenului în heliu în nucleul său, eliberând energie care traversează interiorul stelei și apoi radiază în spațiul exterior. Aproape toate elementele mai grele decât heliul sunt create de nucleosinteza stelară în timpul vieții stelei, iar pentru unele stele prin nucleosinteza supernovei atunci când explodează. Aproape de sfârșitul vieții sale, o stea poate conține și materie degenerată. Astronomii pot determina masa, vârsta, metalicitatea (compoziția chimică) și multe alte proprietăți ale unei stele prin observarea mișcării sale prin spațiu, luminozitatea ei și, respectiv, spectrul. Masa totală a unei stele este principalul factor care determină evoluția acesteia și sfârșitul. Alte caracteristici ale unei stele, inclusiv diametrul și temperatura, se schimbă de-a lungul vieții sale, în timp ce mediul stelei afectează rotația și mișcarea acesteia. O diagramă a temperaturii multor stele în raport cu luminozitățile lor produce o diagramă cunoscută sub numele de diagrama Hertzsprung–Russell (diagrama H–R). Plasarea unei stele particulare pe acea diagrama permite determinarea vârstei și stării evolutive a stelei respective.
Viața unei stele începe cu colapsul gravitațional al unei nebuloase gazoase din material compus în principal din hidrogen, alături de heliu și urme de elemente mai grele. Când nucleul stelar este suficient de dens, hidrogenul este transformat în heliu prin fuziunea nucleară, eliberând energie în acest proces. Restul interiorului stelei transportă energia departe de nucleu printr-o combinație de procese de transfer de căldură radiativă și convectivă. Presiunea internă a stelei o împiedică să colapseze sub propria sa gravitație. O stea cu masa mai mare de 0,4 ori decât cea a Soarelui se va extinde și va deveni o gigantă roșie când hidrogenul din nucleul său se va epuiza. În unele cazuri, va fuziona elemente mai grele în nucleu sau în stratul din jurul nucleului. Pe măsură ce steaua se extinde, ea aruncă o parte din masa sa, îmbogățită cu acele elemente mai grele, în mediul interstelar. Între timp, nucleul devine o rămășiță stelară: o pitică albă, o stea neutronică sau, dacă este suficient de masivă, o gaură neagră.
Sistemele binare și multi-stele constau din două sau mai multe stele care sunt legate gravitațional și se deplasează una în jurul celeilalte pe orbite stabile. Când două astfel de stele au o orbită relativ apropiată, interacțiunea lor gravitațională poate avea un impact semnificativ asupra evoluției lor. Stelele pot face parte dintr-o structură legată gravitațional mult mai mare, cum ar fi un roi de stele sau o galaxie.

## Istoricul observațiilor

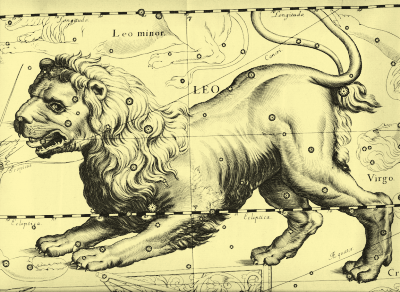
Din cele mai vechi timpuri, oamenii au grupat stelele, găsind imagini în aranjamentul lor. Imaginea constelației Leul, Johannes Hevelius, 1690.

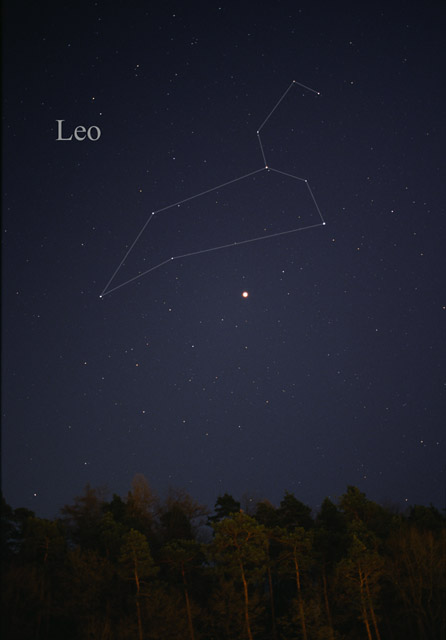
Constelația Leul așa cum poate fi văzută cu ochiul liber. Liniile au fost adăugate.

### Antichitate și Ev Mediu
De-a lungul istoriei, stelele au fost importante pentru civilizațiile din întreaga lume, au făcut parte din practicile religioase și au fost folosite pentru navigație și orientarea cerească. Mulți astronomi antici credeau că stelele erau fixate permanent pe o sferă cerească și că sunt imuabile. Prin convenție, astronomii au grupat stelele în constelații și le-au folosit pentru a urmări mișcările planetelor și pentru a deduce poziția Soarelui. Mișcarea Soarelui împotriva stelelor de fundal (și a orizontului) a fost folosită pentru a crea calendare, care puteau fi folosite pentru a reglementa practicile agricole. Calendarul gregorian, utilizat în prezent aproape peste tot în lume, este un calendar solar bazat pe unghiul axei de rotație a Pământului în raport cu steaua sa locală, Soarele.
Cea mai veche diagramă stelară datată cu exactitate a fost rezultatul astronomiei antice egiptene din 1534 î.Hr. Cele mai vechi cataloage de stele au fost compilate de astronomii antici babilonieni din Mesopotamia la sfârșitul celui de-al II-lea mileniu î.Hr., în perioada Kassite (c. 1531–1155 î.Hr.).
Primul catalog de stele din astronomia greacă a fost creat în jurul anului 300 î.Hr. de Aristillus cu ajutorul lui Timocharis. Catalogul de stele a lui Hiparh (secolul II î.Hr.) a cuprins 1.020 de stele și a fost folosit de Ptolemeu la propriul său catalog de stele. Hiparh este cunoscut pentru descoperirea primei nova (stea nouă) înregistrate. Multe dintre denumirile constelațiilor și stelelor utilizate astăzi provin din astronomia greacă.
În ciuda aparentei imuabilități a cerului, astronomii chinezi știau că pot apărea stele noi. În anul 185, ei au fost primii care au observat și au scris despre o supernova, acum cunoscută sub numele de SN 185. Cel mai strălucitor eveniment stelar din istoria înregistrată a fost supernova SN 1006, care a fost observată în anul 1006 și despre care a scris astronomul egiptean Ali ibn Ridwan și mai mulți astronomi chinezi. Supernova SN 1054, care a dat naștere la Nebuloasa Crabului, a fost, de asemenea, observată de către chinezi și astronomi islamici.
Astronomii islamici medievali au dat nume arabe multor stele care sunt utilizate și astăzi și au inventat numeroase instrumente astronomice care puteau calcula pozițiile stelelor. Au construit primele mari observatoare, în principal în scopul dezvoltării cataloagelor astronomice Zij. Printre acestea, „Cartea stelelor fixe” (964) a fost scrisă de astronomul persan Abd al-Rahman al-Sufi, care a observat o serie de stele, roiuri de stele (inclusiv Omicron Velorum și Roiul lui Brocchi) și galaxii (inclusiv galaxia Andromeda). Potrivit lui A. Zahoor, în secolul al XI-lea, savantul persan Abu Rayhan Biruni a descris galaxia Calea Lactee ca o multitudine de fragmente având proprietățile stelelor nebuloase și a calculat latitudinile diverselor stele în timpul unei eclipse lunare din 1019.
În secolul al XII-lea, astronomul andaluz Ibn Bajjah a propus teoria conform căreia Calea Lactee este formată din multe stele care aproape că se ating reciproc și apar ca o suprafață strălucitoare uniformă datorită efectului de refracție din materialul sublunar, citând observația sa ca dovadă în timpul conjuncției lui Jupiter și Marte în anul 500 în calendarul islamic (1106/1107).

### Vremuri moderne

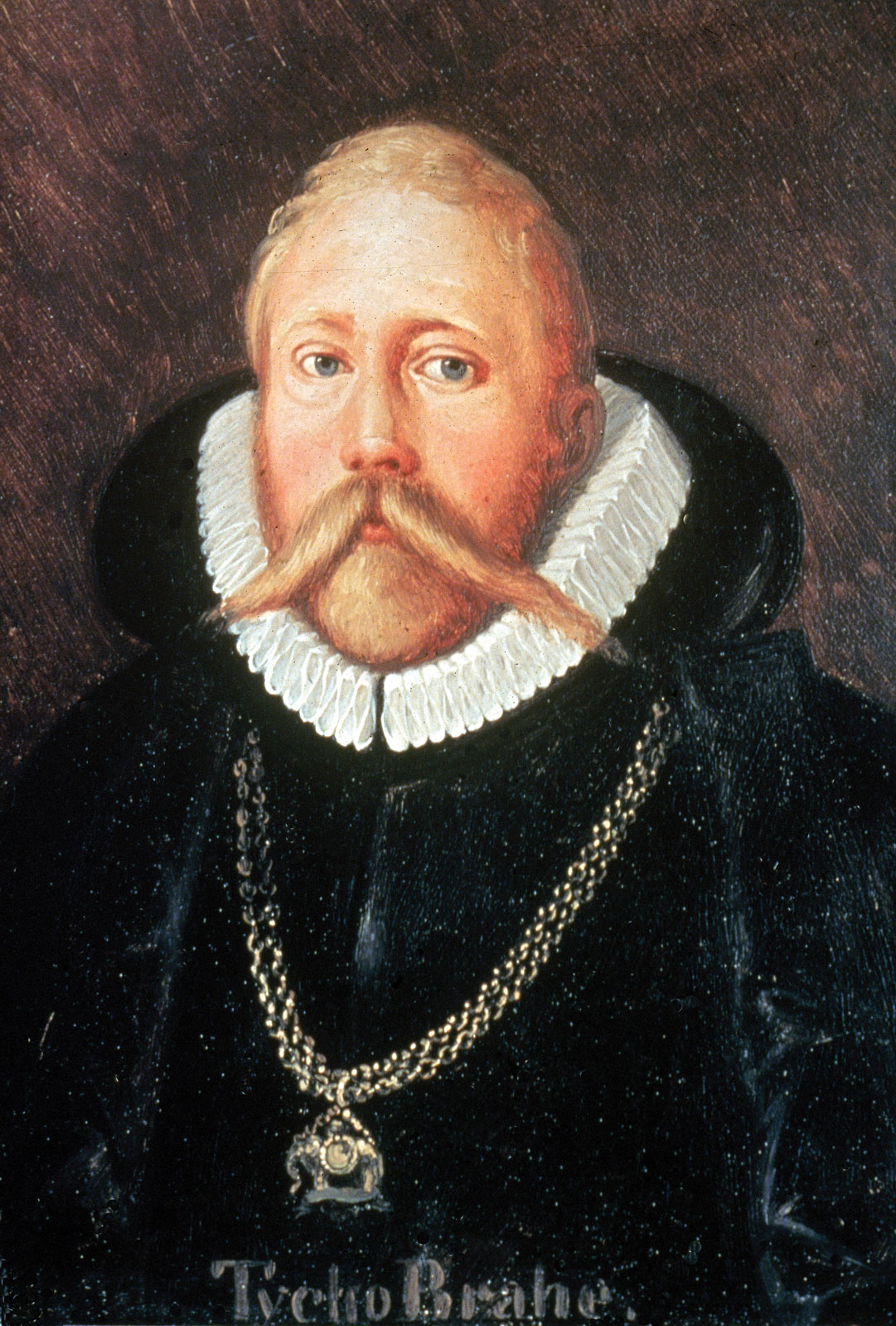
Tycho Brahe

Astronomii europeni timpurii, cum ar fi Tycho Brahe, au identificat stele noi pe cerul nopții (denumite mai târziu novae), sugerând că cerurile nu sunt imuabile.
În 1584, Giordano Bruno în lucrarea sa De l’infinito universo e mondi („Despre universul infinit și lumile”) a scris că stelele pot fi alți sori în jurul cărora se află planete, posibil chiar asemănătoare Pământului.  Aceasta nu era o idee nouă, idei similare au fost deja avansate de filosofii greci antici Democrit și Epicur  și cosmologi islamici medievali, cum ar fi Fakhr al-Din al-Razi. Acest gând a fost inițial stigmatizat ca erezie, dar în secolul următor, ideea a ajuns la un consens în rândul astronomilor. Pentru a explica de ce aceste stele nu au exercitat nici o atracție gravitațională netă asupra Sistemului Solar, Isaac Newton a susținut că stelele au fost inițial distribuite uniform în spațiu și au rămas aproape complet nemișcate. În acest model, Universul nu era în echilibru perfect astfel încât, ca să nu colapseze sub influența gravitației, a fost necesară o intervenție periodică a Providenței. Teologul Richard Bentley i-ar fi putut insufla această idee.
Astronomul italian Geminiano Montanari a fost primul care a descris schimbările în luminozitatea stelei Algol în 1667.  În 1718, în Anglia, Edmond Halley a publicat primele măsurători ale mișcării corespunzătoare a unei perechi de stele „fixe” din apropiere, arătând o schimbare semnificativă între Arcturus și Sirius. El a că dovedit astfel că stelele și-au schimbat pozițiile de pe vremea astronomilor antici greci Ptolemeu și Hiparh.
William Herschel a fost primul astronom care a încercat să determine distribuția stelelor pe cer. În timpul anilor 1780, el a făcut o serie de 600 de măsurători, numărând stele în direcții diferite.  S-a dovedit că numărul de stele văzute a crescut sistematic pe măsură ce s-a apropiat de partea cerului care conține nucleul Căii Lactee. Fiul său John Herschel a repetat acest studiu în emisfera sudică și a constatat o creștere corespunzătoare în aceeași direcție. În plus față de celelalte realizări ale sale, William Herschel este renumit și pentru descoperirea faptului că unele stele nu se limitează doar la aceeași linie vizuală, ci sunt și însoțitori fizici care formează sisteme binare de stele.

### Secolul al XIX-lea

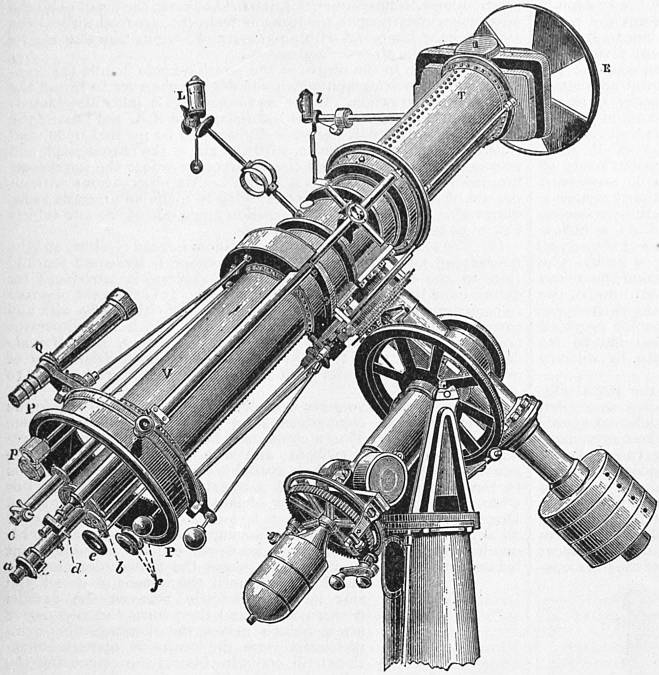
Folosind un heliometru (foto) Friedrich Bessel face, în 1838, prima măsurătoare a paralaxei stelare pentru steaua 61 Cygni.

Prima măsurare directă a distanței unei stele de Pământ (61 Cygni, la 11,4 ani-lumină distanță) a fost făcută în 1838 de paralaxa lui Friedrich Bessel. Rezultatul obținut de el după 18 luni de observație - 10,4 ani-lumină - a fost similar cu cel modern. Studiile ulterioare folosind această metodă au relevat distanțele semnificative dintre stele în spațiu. Observarea stelelor duble a căpătat o importanță tot mai mare în secolul al XIX-lea. În 1827, Felix Savary a fost primul care a descris orbitele unui sistem binar folosind observații făcute cu un telescop. Obiectul observației sale a fost primul sistem binar cunoscut, descoperit de William Herschel în 1780, sistemul ξ Ursae Majoris. În 1834, Friedrich Bessel, pe baza schimbărilor din mișcarea proprie a lui Sirius, a prezentat o ipoteză despre existența unei stele invizibile însoțitoare, care în 1862 a fost identificată drept pitica albă a lui Sirius B.
Astronomi precum Friedrich Georg Wilhelm von Struve și S. W. Burnham au colectat observații detaliate ale multor sisteme de stele binare făcând posibilă calcularea maselor stelelor pe baza elementele lor orbitale. Edward Pickering a descoperit primul binar spectroscopic în 1899, când a observat divizarea periodică a liniilor spectrale ale stelei Mizar într-o perioadă de 104 zile.
La mijlocul secolului al XIX-lea, Gustav Kirchhoff a publicat legea radiațiilor termice. Acesta a arătat că Soarele radia o cantitate extraordinară de energie.  De atunci, a fost căutată sursa de energie a radiațiilor solare, și deci alte stele. Conceptele analizate, cum ar fi reacțiile chimice sau căderea asteroizilor pe Soare, nu au fost în măsură să explice o energie atât de mare. Doar teoria Kelvin-Helmholtz a obținerii de energie prin colaps gravitațional a obținut recunoașterea și a fost teoria dominantă până la începutul secolului XX. Energia colapsului gravitațional este sursa de căldură a stelei înainte de începerea schimbărilor nucleare și în timpul proceselor de colaps..

### Secolul XX
În secolul XX s-a înregistrat o dezvoltare semnificativă în astronomie, iar fotografia a devenit un instrument extrem de valoros, util în observarea stelelor. Karl Schwarzschild a descoperit că se poate determina culoarea unei stele, care indică temperatura efectivă a acesteia, comparând magnitudine aparentă cu magnitudinea fotografică. O creștere semnificativă a preciziei măsurătorilor cantităților stelare în diferite intervale de unde electromagnetice a fost adusă de inventarea fotometrului fotoelectric. În 1921, Albert A. Michelson a făcut primele măsurători ale diametrului unei stele folosind un interferometru pe telescopul Hooker de la Observatorul Mount Wilson.

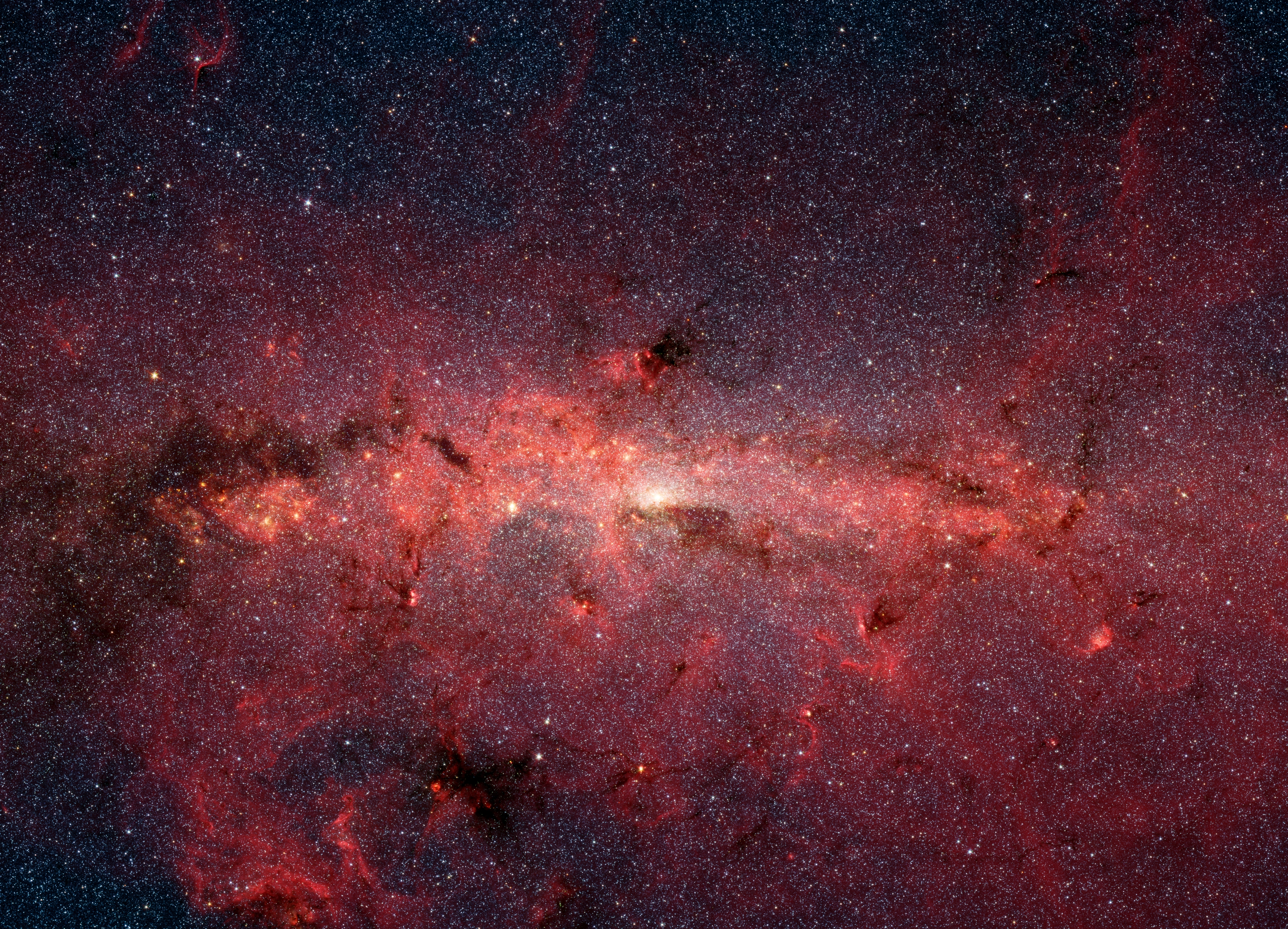
Imagine în infraroșu de la telescopul spațial Spitzer al NASA prezintă sute de mii de stele din galaxia Calea Lactee.

În primele decenii ale secolului XX, au fost create și modele fizice ale fenomenelor care au loc în stele și a procesului de evoluție a acestora. Dezvoltarea diagramei Hertzsprung-Russell în 1913 de către Ejnar Hertzsprung și, independent de el, Henry Norris Russell, a contribuit la dinamica cercetărilor efectuate. Cecilia Payne-Gaposchkin a scris pentru prima dată în teza ei de doctorat din 1925 că stelele sunt alcătuite în primul rând din hidrogen și heliu. Dezvoltarea fizicii cuantice a făcut posibilă înțelegerea fenomenului formării spectrului stelelor. Acest lucru a permis determinarea compoziției chimice a atmosferei stelare.
Cele mai cuprinzătoare cataloage de stele au fost compilate pentru partea vizibilă a Căii Lactee, iar progresele tehnologice au permis astronomilor să observe stele individuale și în alte galaxii aparținând Grupului Local. Dar unele stele au fost observate în galaxia M100 a Roiului Fecioarei, la aproximativ 100 de milioane de ani-lumină de Pământ. În Super-roiul Local, este posibil să vezi roiuri de stele, iar telescoapele actuale ar putea, în principiu, să observe stele individuale în Grupul Local  (a se vedea Cefaidele). Cu toate acestea, în afara Super-roiului Local al galaxiilor, nu au fost observate nici stele individuale, nici roiuri de stele. Singura excepție este o imagine slabă a unui grup mare de stele care conține sute de mii de stele situate la o distanță de un miliard de ani-lumină  — de zece ori mai departe decât cel mai îndepărtat roi de stele observat anterior.
În februarie 2018, astronomii au raportat, pentru prima dată, un semnal al epocii de reionizare, o detectare indirectă a luminii de la primele stele formate — la aproximativ 180 de milioane de ani după Big Bang.
În aprilie 2018, astronomii au raportat detectarea celei mai îndepărtate stele „obișnuite” (adică, în secvența principală), denumită Icarus (formal, MACS J1149 Lensed Star 1), la 9 miliarde de ani-lumină de Pământ.
În mai 2018, astronomii au raportat detectarea celui mai îndepărtat oxigen detectat vreodată în Univers — și cea mai îndepărtată galaxie observată vreodată de Atacama Large Millimeter Array sau de Very Large Telescope — echipa deducând că semnalul a fost emis acum 13,3 miliarde de ani (sau 500 de milioane de ani după Big Bang). Ei au descoperit că luminozitatea observată a galaxiei este bine explicată de un model în care debutul formării stelelor corespunde la doar la 250 de milioane de ani de la începerea Universului, ceea ce corespunde unei deplasări spre roșu de aproximativ 15.

## Unități de măsură
Deși parametrii stelari pot fi exprimați în unități SI sau unități CGS, cel mai adesea sunt folosite unitățile solare pentru a indica masa, luminozitatea și raza pe baza proprietăților Soarelui. În 2015, IAU a definit un set de valori solare nominale (definite drept constante SI, fără incertitudini) care pot fi utilizate pentru parametri stelari: 
| Luminozitate solară nominală: | L⊙ = 3,828 × 1026 W [50] |
| Rază solară nominală          | R⊙ = 6,957 × 108 m [50]  |
Masa solară M⊙ nu a fost definită în mod explicit de IAU din cauza incertitudinii relative mari (10−4) a constantei gravitaționale newtoniene G. Cu toate acestea, deoarece produsul constantei gravitaționale newtoniene și a masei solare GM⊙ a fost determinat la o precizie mult mai mare, IAU a definit parametrul masei solare nominale drept: 
| parametrul masei solare nominale: | GM⊙ = 1,3271244 × 1020 m3 s−2 [50] |
Se poate combina parametrul masei solare nominale cu cea mai recentă estimare CODATA a constantei gravitaționale newtoniene G (din 2014) pentru a obține o masă solară de aproximativ 1,9885 × 1030 kg. Deși valorile exacte pentru luminozitate, rază, parametru de masă și masă pot varia ușor în viitor din cauza incertitudinilor observaționale, constantele nominale IAU din 2015 vor rămâne la aceleași valori SI deoarece rămân măsuri utile pentru citarea parametrilor stelari. 
Lungimi mari, cum ar fi raza unei stele uriașe sau axa semimajoră a unui sistem de stele binare, sunt adesea exprimate în termeni de unitate astronomică — aproximativ egală cu distanța medie dintre Pământ și Soare (150 milioane km). Distanțele mari până la alte stele se mai exprimă în ani-lumină. De exemplu, steaua Proxima Centauri se află la 4,3 ani-lumină de Terra. O altă unitate folosită pentru a determina distanța stelelor este așa-numita parsec, care are o valoare de aproximativ 3,26 ani-lumină. 
În 2012, IAU a definit constanta astronomică ca o lungime exactă în metri: 149.597.870.700 m.

## Formare și evoluție

Nebuloasa Acvila, o regiune HII în constelația Șarpele.

Termenul „evoluție stelară” se referă la schimbările care apar la o stea în timpul existenței sale. Datorită duratei foarte lungi a procesului de evoluție a stelelor (de ordinul a milioane sau miliarde de ani), omul nu poate observa întregul parcurs al unei stele, prin urmare, cunoștințele despre aceasta provin din cercetarea multor stele aflate în diferite etape ale dezvoltării și creează modele fizice care reflectă rezultatele observației. Fiecare stea evoluează într-un mod dependent în primul rând de masa sa inițială - cu cât steaua este mai masivă, cu atât ciclul său de viață este mai scurt. În sistemele cu contact dublu, fluxul de materie între cele două stelele afectează și procesul de evoluție. 
Stelele se condensează din regiuni ale spațiului cu densitate mai mare de materie. Aceste regiuni — cunoscute sub numele de nori moleculari — constau în cea mai mare parte din hidrogen, cu aproximativ 23-28% heliu și câteva procente cu elemente mai grele. Un exemplu al unei astfel de regiuni de formare a stelelor este Nebuloasa Orion. Majoritatea stelelor se formează în grupuri de zeci până la sute de mii de stele. Stelele masive din aceste grupuri pot lumina puternic acei nori, ionizând hidrogenul și creând regiuni H II. 
Toate stelele își petrec majoritatea existenței ca stele de secvență principală, alimentate în principal de fuziunea nucleară a hidrogenului în heliu din nucleele lor. Cu toate acestea, stelele de mase diferite au proprietăți semnificativ diferite în diferite stadii ale dezvoltării lor. Soarta finală a stelelor masive diferă de cea a stelelor mai puțin masive, la fel ca luminozitățile lor și impactul pe care îl au asupra mediului lor. În consecință, astronomii adesea grupează stelele după masa lor:
- Stele cu masă foarte mică cu mase sub 0,5 M☉. Sunt complet convective și distribuie heliu uniform în întreaga stea în timp ce se află în secvența principală. Ele nu devin niciodată gigante roșii, ci devin pitice albe și se răcesc încet după ce și-au epuizat hidrogenul.[54] Cu toate acestea, întrucât durata de viață a stelelor de 0,5 M☉ este mai lungă decât vârsta universului, nici o astfel de stea nu a ajuns încă la stadiul pitică albă.
- Stele cu masă scăzută (inclusiv Soarele), cu o masă cuprinsă între 0,5 și 1,8-2,5 M☉ în funcție de compoziție, devin gigante roșii pe măsură ce hidrogenul lor este epuizat și încep să ardă heliu. Dezvoltă un nucleu degenerat carbon-oxigen mai târziu pe ramura gigant asimptotică; în cele din urmă își aruncă învelișul exterior ca o nebuloasă planetară și își dezvăluie nucleul sub forma unei pitice albe.
- Stele cu masă intermediară, între 1,8-2,5 M☉ și 5-10 M☉, trec prin etape evolutive similare stelelor cu masă mică, dar după o perioadă relativ scurtă pe ramura gigantă roșie petrec o perioadă extinsă în red clump înainte de a forma un nucleu degenerat de carbon-oxigen.
- Stele masive care au în general o masă minimă de 7-10 M☉. După epuizarea hidrogenului din nucleu, aceste stele devin supergigante și continuă să fuzioneze elemente mai grele decât heliul. Își încheie viața când nucleele lor colapsează și explodează ca supernove.

### Formare
Formarea unei stele începe cu instabilitatea gravitațională în cadrul unui nor molecular, cauzată de regiuni cu densitate mai mare - adesea declanșată de compresia norilor prin radiații de la stele masive, extinderea bulelor în mediul interstelar, coliziunea diferiților nori moleculare sau coliziunea de galaxii. Când o regiune atinge o densitate suficientă a materiei pentru a satisface criteriile pentru instabilitate gravitațională, aceasta începe să colapseze sub propria forță gravitațională.

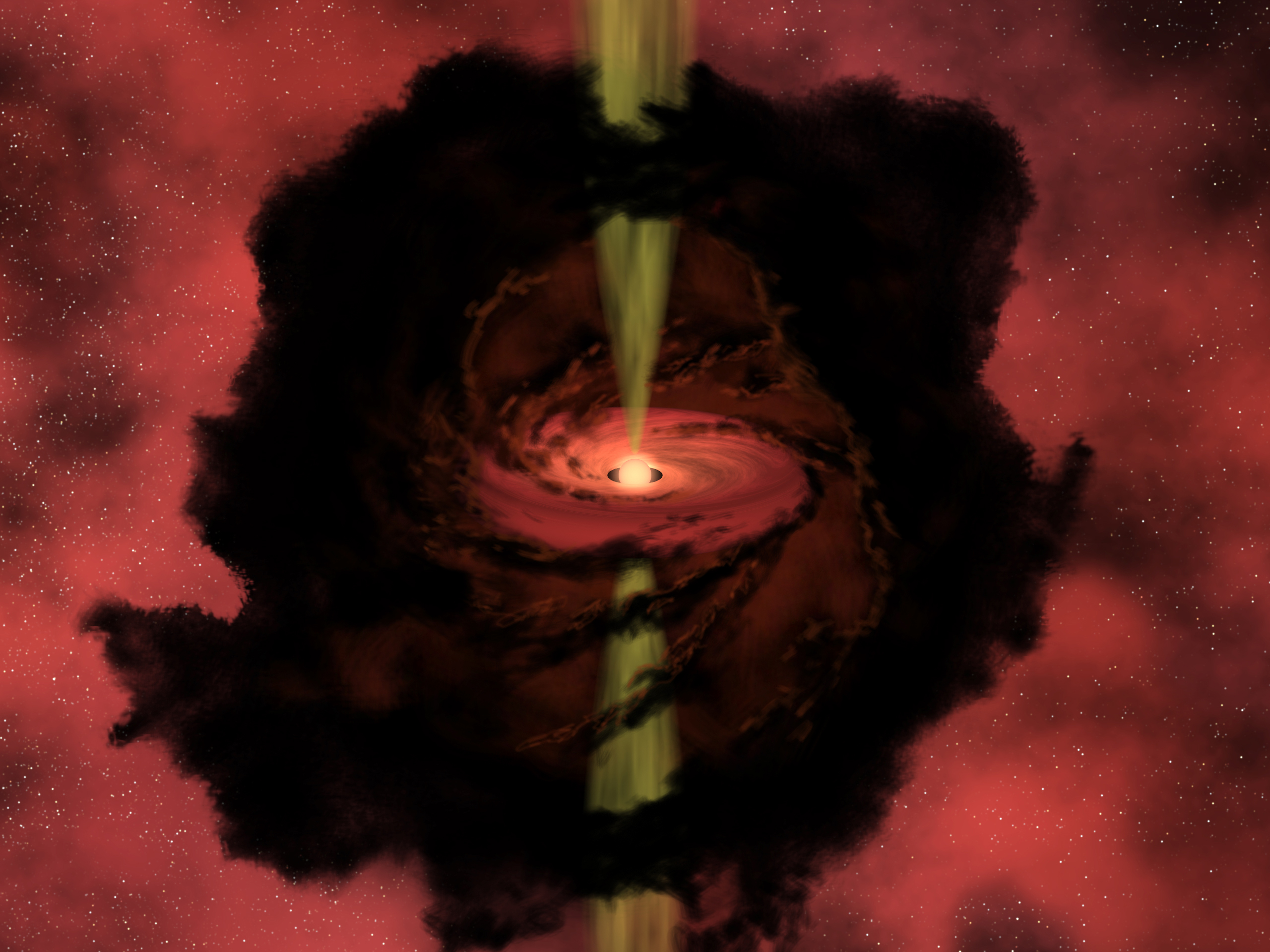
Reprezentare artistică a nașterii unei stele dintr-un nor molecular dens.

Pe măsură ce norul colapsează, conglomerările individuale de praf dens și gaz formează „globule Bok”. Pe măsură ce globula colapsează și densitatea crește, energia gravitațională se transformă în căldură și temperatura crește. Când norul protostelar a ajuns aproximativ la starea echilibrului hidrostatic, o protostea se formează în nucleul său. Aceste stele pre-secvență principală sunt adesea înconjurate de un disc protoplanetar și alimentate în principal de conversia energiei gravitaționale. Perioada de contracție gravitațională durează aproximativ 10-15 milioane de ani. 

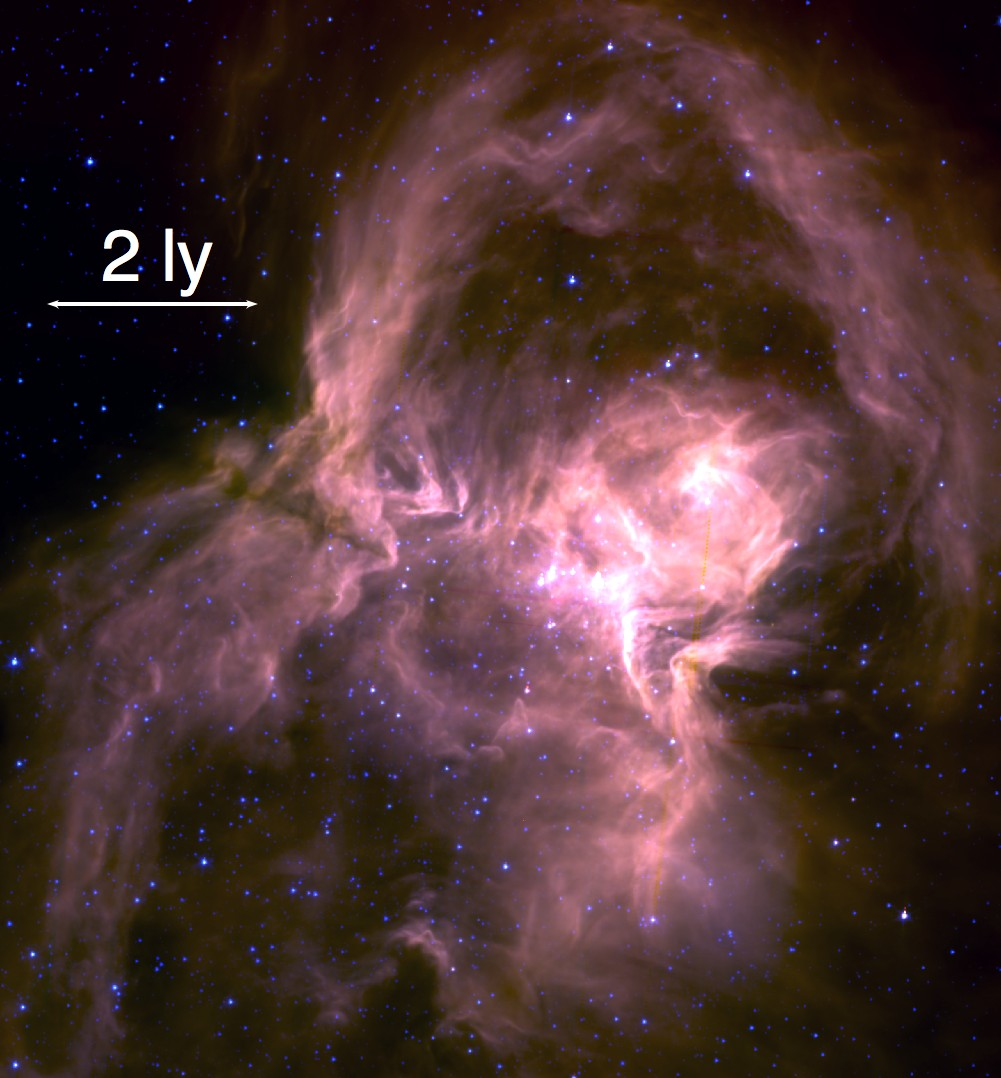
Un roi de aproximativ 500 de stele tinere se află în pepiniera stelară W40 din apropiere.

Stelele timpurii cu mai puțin de 2 M☉ se numesc stele T Tauri, în timp ce cele cu masă mai mare sunt stelele Herbig Ae/Be. Aceste stele nou formate emit jeturi de gaz de-a lungul axei lor de rotație, ceea ce poate reduce impulsul unghiular al stelei în colaps și poate duce la mici zone de nebulozitate cunoscute sub numele de obiecte Herbig-Haro. Aceste jeturi, în combinație cu radiațiile din stelele masive din apropiere, pot ajuta la alungarea norului înconjurător din care s-a format steaua.
La începutul dezvoltării lor, stelele T Tauri urmează linia Hayashi — se contractă și scad în luminozitate rămânând aproximativ la aceeași temperatură. Stele T Tauri mai puțin masive urmăresc această cale până la secvența principală, în timp ce stele mai masive vor urma linia Henyey. 
Se observă că majoritatea stelelor fac parte din sistemele de stele binare și proprietățile acestor sisteme sunt rezultatul condițiilor în care s-au format. Un nor de gaz trebuie să-și piardă impulsul unghiular pentru a colapsa și a forma o stea. Fragmentarea norului în mai multe stele distribuie o parte din acel impuls unghiular. Binarele primordiale transferă un impuls unghiular prin interacțiuni gravitaționale în timpul întâlnirilor strânse cu alte stele în roiuri de stele tinere. Aceste interacțiuni tind să divizeze în continuare sistemele binare separate (soft), provocând totodată o legătură mai strânsă între sistemele dure iar rezultatul este separarea sistemelor binare în cele două distribuții ale populației observate. 

### Secvența principală
Secvența principală este o fază de stabilitate în timpul căreia stelele fuzionează hidrogenul în heliu la temperaturi și presiuni ridicate; stelele petrec aproximativ 90% din existența lor în această fază.
În această fază, proporția de heliu din nucleul unei stele va crește constant, viteza de fuziune nucleară în nucleu va crește lent, la fel și temperatura și luminozitatea stelei. De exemplu, se estimează că Soarele a crescut în luminozitate cu aproximativ 40% de când a atins secvența principală, acum  4,6 miliarde de ani.
Fiecare stea generează un vânt stelar de particule care determină o evadare continuă de gaz în spațiu. Pentru majoritatea stelelor, masa pierdută este neglijabilă. Soarele pierde 10−14 M☉ în fiecare an. Stelele foarte masive pot pierde 10−7 până la 10−5 M☉ în fiecare an, afectând semnificativ evoluția lor. Stelele care au o masă inițială mai mare de 50 M☉ pot pierde peste jumătate din masa lor totală în timp ce se află în secvența principală.

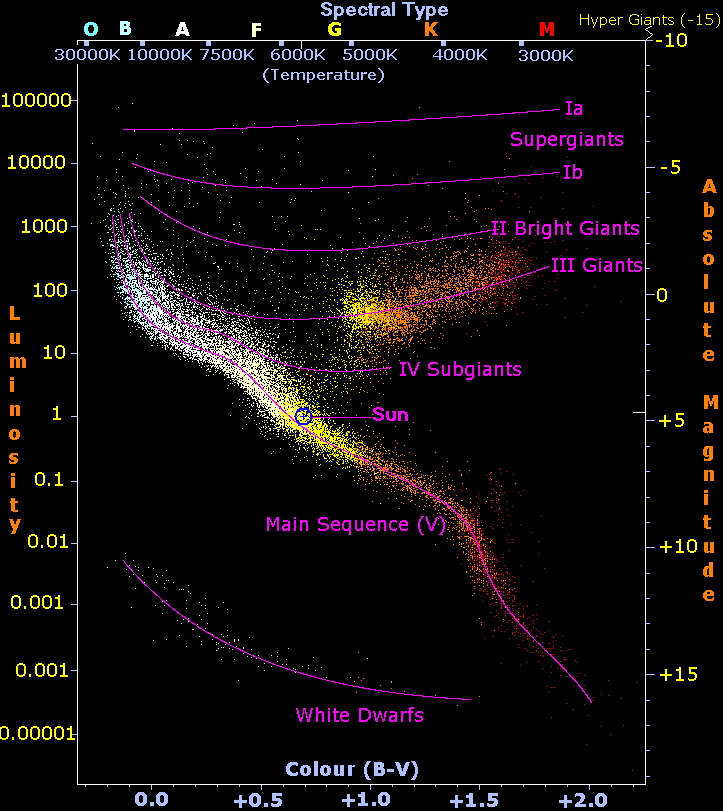
Un exemplu de diagramă Hertzsprung–Russell pentru un set de stele care include Soarele (centrul).

Timpul pe care o stea îl petrece în secvența principală depinde în primul rând de cantitatea de combustibil pe care o are și de rata cu care fuzionează. Este de așteptat ca Soarele să trăiască 10 miliarde (1010) de ani. Stelele masive își consumă foarte rapid combustibilul și au o viață scurtă. Stelele cu masă scăzută își consumă combustibilul foarte lent. Stelele cu o masă mai mică decât 0,25 M☉, numite pitice roșii, sunt capabile să fuzioneze aproape toată masa lor, în timp ce stelele de aproximativ 1 M☉ pot fuziona doar aproximativ 10% din masa lor. Combinația dintre consumul lor lent de combustibil și aprovizionarea cu combustibil utilizabil relativ mare permite stelelor cu masă scăzută să aibe o durată de viață de aproximativ un trilion (1012) de ani. Pitica roșie devine mai fierbinte și mai luminoasă pe măsură ce acumulează heliu. Când în cele din urmă rămân fără hidrogen, se contractă într-o pitică albă și temperatura scade. Cu toate acestea, întrucât durata de viață a unor astfel de stele este mai mare decât vârsta actuală a Universului (13,8 miliarde de ani), este de așteptat ca nici o stea cu o masă sub 0,85 M☉  să se îndepărteze din secvența principală. 
Pe lângă masă, elementele mai grele decât heliu pot juca un rol semnificativ în evoluția stelelor. Astronomii etichetează toate elementele mai grele decât heliu „metale” și numesc concentrația chimică a acestor elemente dintr-o stea, metalicitatea acesteia. Metalicitatea unei stele poate influența timpul în care steaua necesită să-și ardă combustibilul și controlează formarea câmpurilor sale magnetice, care afectează rezistența vântului său stelar.

### Post secvență principală

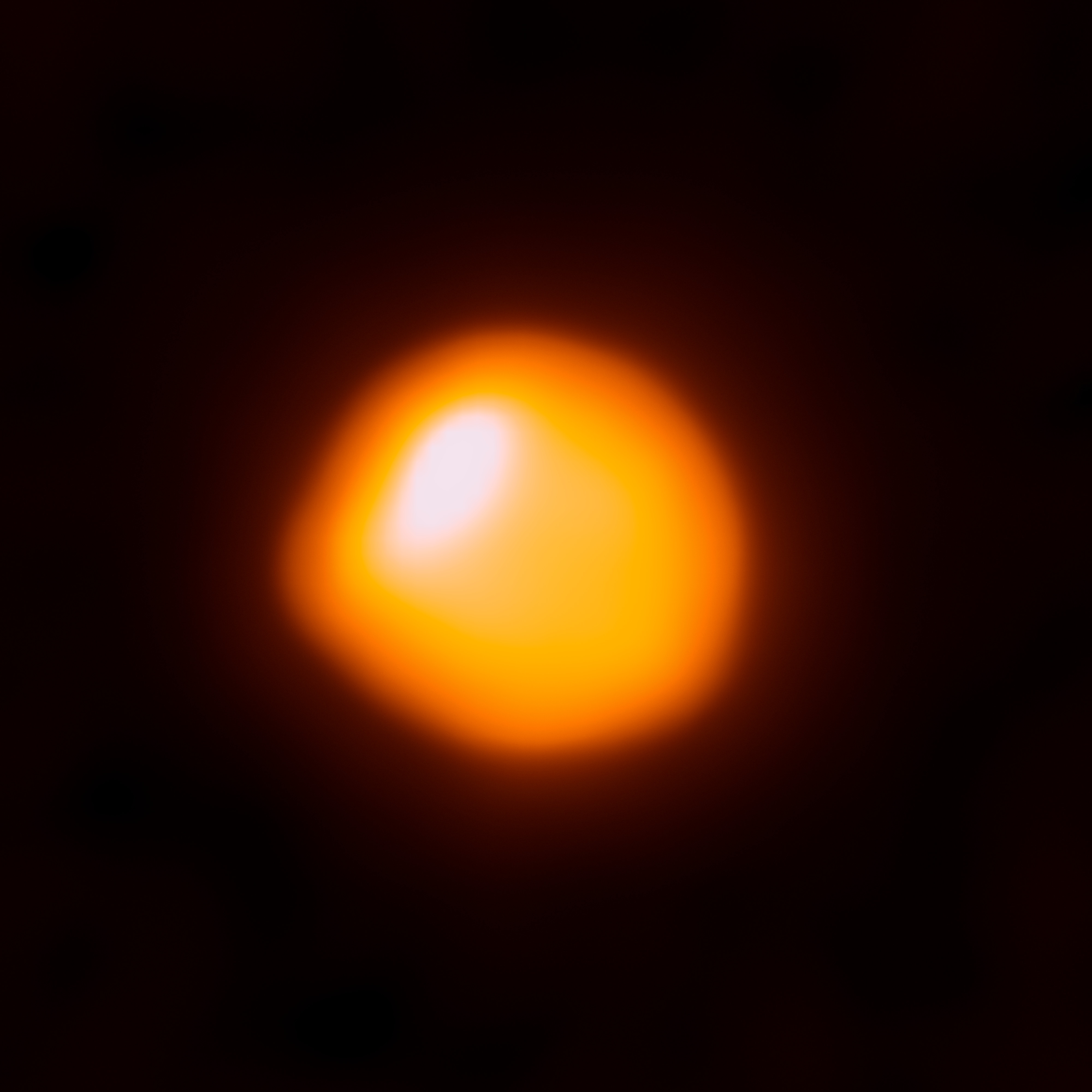
Acest blob portocaliu arată steaua Betelgeuse, așa cum a fost văzută de radiotelescopul ALMA.

Deoarece stelele de cel puțin 0,4 M☉  își epuizează furnizarea de hidrogen în nucleu, încep să fuzioneze hidrogenul într-o zonă din afara nucleului de heliu. Straturile lor exterioare se extind și se răcesc foarte mult, deoarece formează o gigantă roșie. În aproximativ 5 miliarde de ani, când Soarele va intra în faza de ardere a heliului, acesta se va extinde până la o rază maximă de aproximativ 1 unitate astronomică (150 de milioane de kilometri), de 250 de ori dimensiunea sa actuală și va pierde 30% din masa actuală.
Pe măsură ce arderea hidrogen produce mai mult heliu, nucleul crește în masă și temperatură. Într-o gigantă roșie de până la 2,25 M☉, masa nucleului de heliu degenerează înainte de fuziunea heliului. În cele din urmă, când temperatura crește suficient, fuziunea de heliu începe exploziv în ceea ce se numește flash de heliu, iar steaua se micșorează rapid în rază, își crește temperatura de suprafață și se deplasează către ramura orizontală a diagramei HR. Pentru stele mai masive, fuziunea nucleului de heliu începe înainte ca nucleul să degenereze, iar steaua va arde încet heliul, înainte ca învelișul convectiv exterior să colapseze și steaua să se mute în ramura orizontală.
După ce steaua a fuzionat heliul din nucleul său, carbonul produs fuzionează producând un nucleu fierbinte cu un înveliș exterior de heliu fuzionant. Steaua urmează apoi o cale evolutivă numită ramura gigantică asimptotică (AGB) care este paralelă cu cealaltă fază de gigantă roșie descrisă, dar cu o luminozitate mai mare. Stelele AGB mai masive pot suferi o scurtă perioadă de fuziune a carbonului înainte ca nucleul să degenereze. 

#### Stelele masive
În timpul fazei lor de ardere a heliului, o stea de peste 9 mase solare se extinde pentru a forma mai întâi o supergiantă albastră și apoi o supergigantă roșie. În special stelele masive pot evolua spre o stea Wolf–Rayet, caracterizată prin spectre dominate de linii de emisie de elemente mai grele decât hidrogenul, care au ajuns la suprafață datorită convecției puternice și pierderii intense de masă. 
Când heliul este epuizat în nucleul unei stele masive, nucleul se contractă și temperatura și presiunea cresc suficient pentru a fuziona carbonul. Acest proces continuă, etapele succesive fiind alimentate de neon, oxigen și siliciu. Aproape de sfârșitul vieții stelei, fuziunea continuă printr-o serie de straturi consecutive în cadrul unei stele masive. Fiecare strat fuzionează un element diferit, stratul exterior fuzionează hidrogenul; următorul strat fuzionează heliul și așa mai departe.
Etapa finală apare atunci când o stea masivă începe să producă fier. Deoarece nucleele de fier sunt mai strâns legați decât orice nucleu mai greu, orice fuziune dincolo de fier nu produce o eliberare netă de energie. Un astfel de proces continuă într-un grad foarte limitat, dar consumă energie. În mod similar, deoarece nucleele sunt mai strâns legate decât toate nucleele mai ușoare, o astfel de energie nu poate fi eliberată prin fisiune.

#### Moartea unei stele
Atunci când steaua rămâne fără combustibil, presiunea exercitată de nucleul său nu mai este suficientă pentru a-și susține straturile exterioare. Drept urmare, nucleul colapsează sub propria greutate la o viteză enormă (de ordinul a 70.000 km/s, sau 0,23 c), iar straturile exterioare ale stelei sunt aruncate în spațiu într-un mod mai mult sau mai puțin violent. În funcție de nucleu, rămâne un obiect de înaltă densitate din materie degenerată, tipul acestuia depinzând de masa inițială a stelei.
Dacă masa inițială a fost între 0,08–8 M☉, după moartea stelei va rămâne o pitică albă, un obiect de dimensiuni relativ mici (similar cu Pământul) și cu o masă mai mică sau egală cu limita Chandrasekhar (1,44 M☉). Inițial, pitica albă are o temperatură de suprafață foarte ridicată, care scade în timp ca urmare a interacțiunii sale cu mediul, în cele din urmă se răcește complet și se transformă într-o pitică neagră. Până în prezent, nu au fost observate pitice negre, deoarece, conform presupunerii astronomilor, timpul necesar pentru a ajunge o pitică neagră este mult mai lung decât vârsta actuală a Universului.

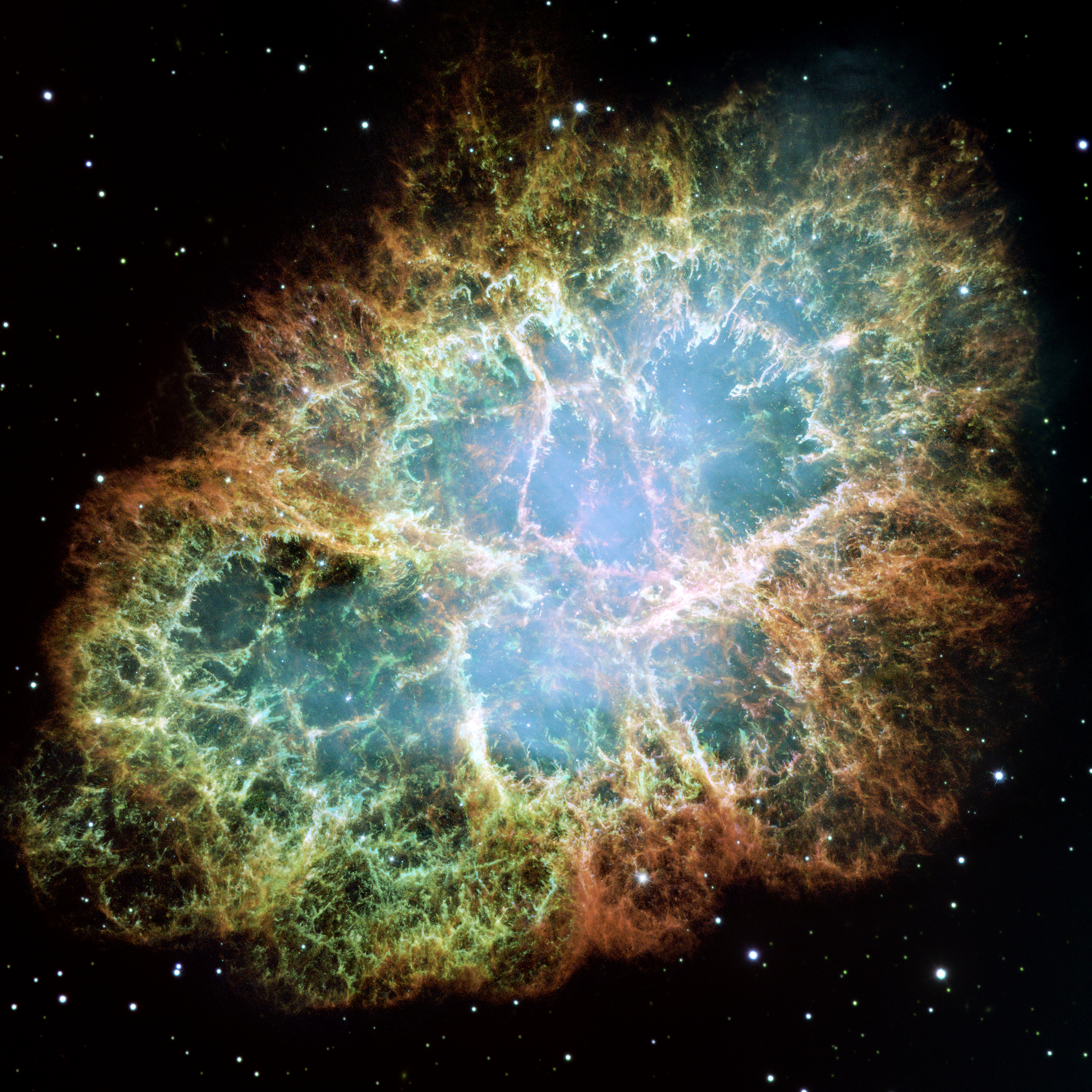
Nebuloasa Crabului, rămășițe ale unei supernove care a fost observată prima dată în jurul anului 1050

O stea cu masa inițială de 0,08-0,4 M☉ devine o pitică albă treptat, fără stadii violente tranzitorii. Dacă este mai grea decât 0,4 M☉ (dar mai ușoară decât 8 M☉) înainte de a se transforma într-o pitică albă, pierde învelișul exterior dând naștere la o nebuloasă planetară.
La stelele cu o masă inițială de peste 8 M☉, reacțiile termonucleare care apar în ele permit nucleului să ajungă la o masă care depășește limita Chandrasekhar. Când, după trecerea acestei limite, reacțiile nucleare ale stelei încetează, nucleul nu este în măsură să își susțină propria greutate și coolapsează rapid. Acest lucru se datorează faptului că în atomii prezenți, electronii sunt împinși în protoni, formând neutroni și neutrini cu ajutorul unei reacții de captare rapidă a electronilor (numită și beta-descompunere inversă). Unda de șoc formată prin acest colaps brusc face ca materia rămasă a stelei să 
explodeze într-o supernovă. Când astfel de evenimente din Calea Lactee au fost observate cu ochiul liber în trecut, ele au fost considerate „stele noi”, deoarece au apărut acolo unde înainte nu se putea vedea nimic.
Energia uriașă eliberată într-o astfel de explozie permite fuziunea produselor de nucleosinteză stelară existente în elemente și mai grele, printr-un proces numit nucleosinteză de supernovă. O explozie de supernovă suflă straturile exterioare ale stelei, lăsând o rămășiță precum Nebuloasa Crabului. Nucleul este comprimat într-o stea neutronică, care uneori se manifestă în sine ca un pulsar sau o erupție de raze X.
Când steaua este atât de mare încât nucleul depășește 3,8 M☉ (limita Tolman–Oppenheimer–Volkoff), nu există forță capabilă să reziste colapsului gravitațional, iar nucleul se prăbușește la un volum mai mic decât raza Schwarzschild, formând o gaură neagră. Pentru stelele mai mari (caracterizate printr-o greutate de peste 50 M☉), procesul poate continua fără impuls de supernova, deoarece colapsul nucleului este atât de mare încât unda de șoc nu este formată.
Într-o stea neutronică, materia se află într-o stare cunoscută sub numele de materie neutronică degenerată, cu o formă mai exotică de materie degenerată, materia QCD, posibil prezentă în nucleu. Într-o gaură neagră, materia se află într-o stare care nu este înțeleasă în prezent.
Cele mai mari stele, cu mase mai mari de 140 M☉, își pot încheia viața chiar înainte de epuizarea combustibilului ca urmare a unei explozii de instabilitate, în urma căreia nici un obiect solid nu rămâne după stea și toată materia sa este împrăștiată în spațiu..
Straturile exterioare aruncate de stele moarte includ elemente grele, care pot fi reciclate în timpul formării de noi stele. Aceste elemente grele permit formarea de planete stâncoase. Scurgerea din supernove și vântul stelar al stelelor mari joacă un rol important în conturarea mediului interstelar.

#### Stele binare
Evoluția post-secvență principală a stelelor binare poate fi semnificativ diferită de evoluția stelelor individuale de aceeași masă. Dacă stelele dintr-un sistem binar sunt suficient de apropiate, atunci când una dintre stele se extinde pentru a deveni o gigantă roșie, ar putea depăși lobul lui Roche, regiunea din jurul unei stele în care materialul este legat gravitațional de stea, ceea ce duce la transferul de material la cealaltă. Atunci când se trece de lobul Roche, pot rezulta o varietate de fenomene, incluzând binarele cu contact, binarele plic comun, variabile cataclismice și supernovele de tip Ia. 

## Distribuție

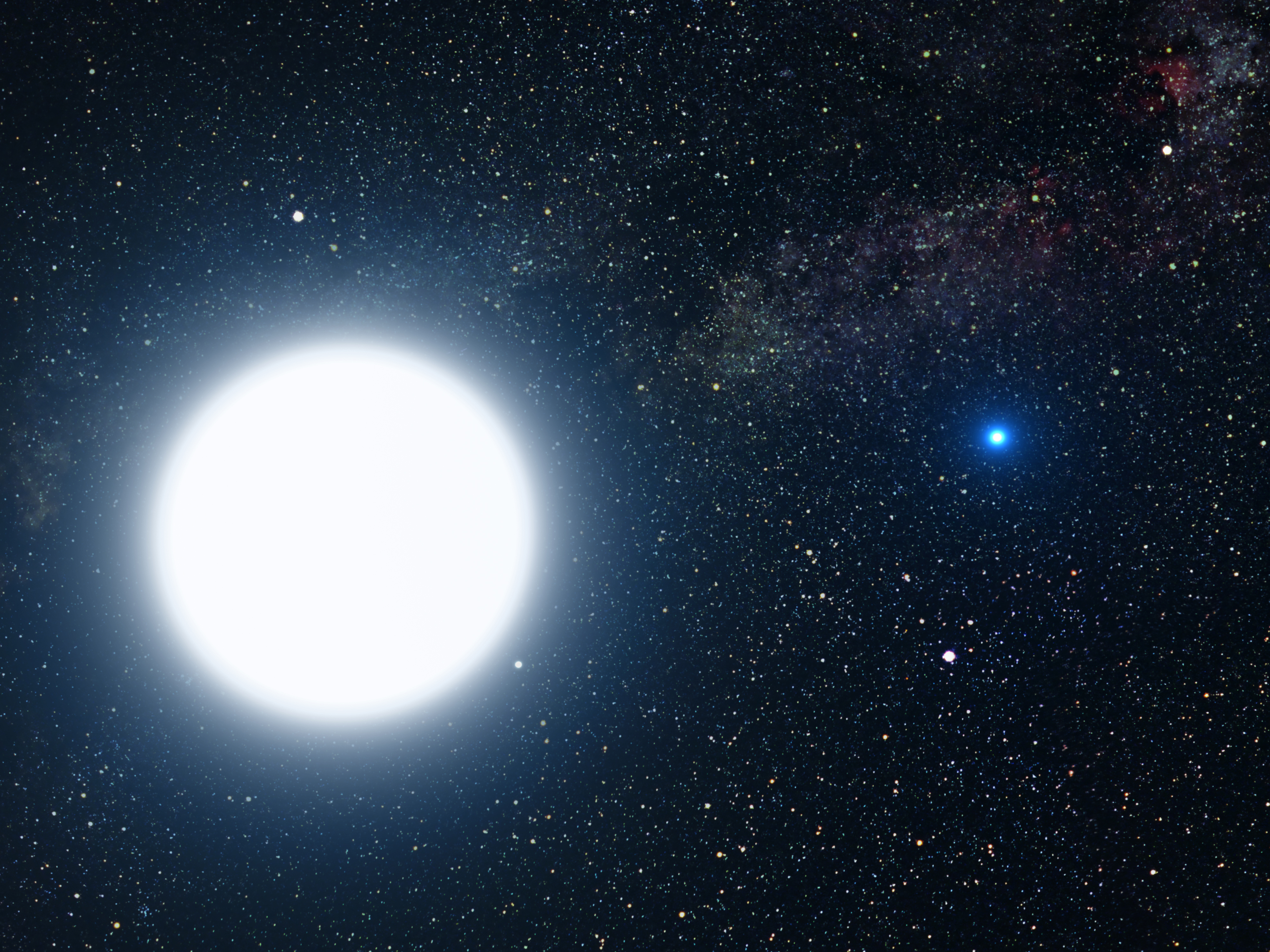
Sistemul Sirius: o stea pitică albă pe orbită în jurul unei stele cu secvență principală tip A (concept artistic).

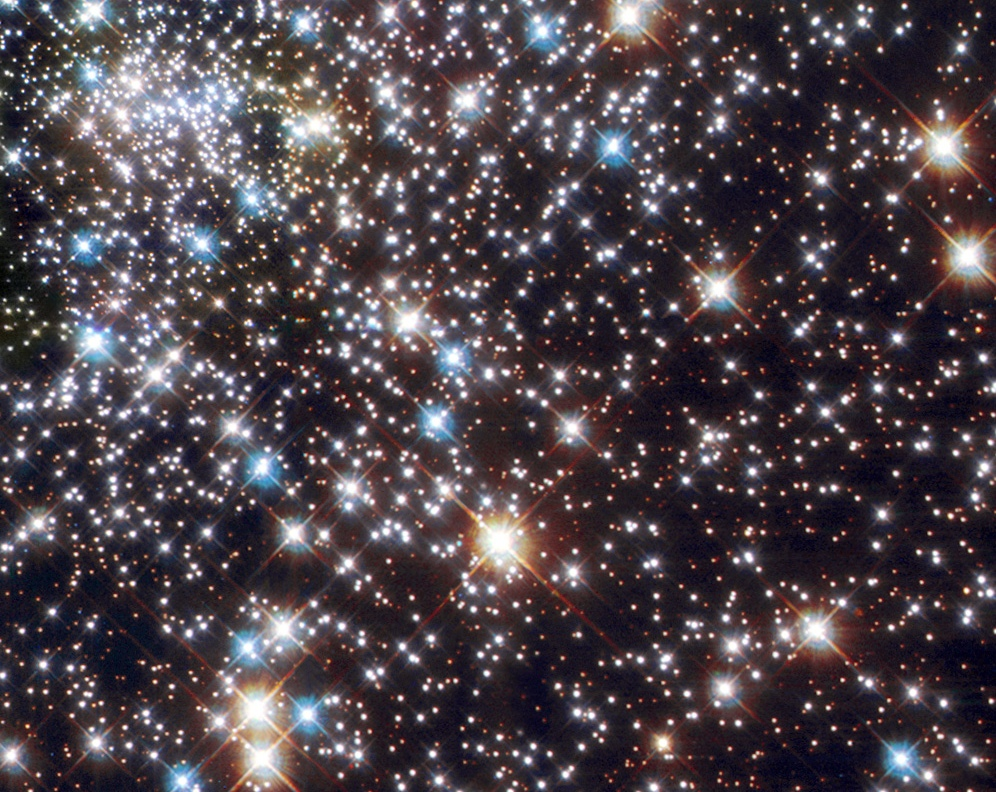
Această imagine conține stele albastre cunoscute sub denumirea de „stele hoinare albastre” pentru amplasarea lor aparentă pe diagrama Hertzsprung–Russell

Stelele sunt una dintre formele de bază ale apariției materiei în Univers.  Ele nu sunt distribuite uniform în Univers, ci sunt grupate în mod normal în galaxii împreună cu gazul și praful interstelar. O galaxie tipică conține sute de miliarde de stele și există mai mult de 2 trilioane (1012 ) galaxii. Se estimează că în general există 1024 stele (mai multe stele decât toate boabele de nisip de pe Terra). Multă vreme s-a crezut că stelele există doar în cadrul galaxiilor, însă au fost  descoperite stele intergalactice.
Un sistem stelar este format din două sau mai multe stele legate gravitațional, care se orbitează reciproc. Cel mai simplu și mai obișnuit sistem stelar este o stea binară, dar se găsesc și sisteme de trei sau mai multe stele. Din motive de stabilitate orbitală, astfel de sisteme multi-stele sunt adesea organizate în seturi ierarhice de stele binare. Există și grupuri mai mari numite roiuri de stele. Acestea variază de la asociații stelare cu doar câteva stele, până la roiuri globulare enorme, cu sute de mii de stele. Astfel de sisteme orbitează galaxia lor gazdă.
Multă vreme s-a crezut că majoritatea stelelor sunt conectate gravitațional la diferite sisteme. Acest lucru este valabil pentru stelele mari din clasele O și B, în care până la 80% din stele se crede că fac parte din sisteme cu mai multe stele. Proporția sistemelor cu o singură stea crește odată cu scăderea masei stelare, astfel încât doar 25% dintre piticele roșii au însoțitori stelari. Întrucât 85% din toate stelele sunt pitice roșii, cele mai multe stele din Calea Lactee sunt probabil stele individuale de la naștere.
Cea mai apropiată stea de Pământ, în afară de Soare, este Proxima Centauri, situată la 39,9 trilioane de kilometri, sau 4,2 ani-lumină. Călătorind cu viteza orbitală a Space Shuttle (8 km/s, aproape 30.000 de km/h), ar fi nevoie de aproximativ 150.000 de ani pentru a ajunge la ea.  Aceste distanțe sunt tipice în interiorul unui disc galactic. În apropierea centrelor galaxiilor și roiurilor globulare, stelele pot fi mult mai apropiate între ele, în timp ce în haloul galactic sunt mult mai îndepărtate.
Datorită distanțelor relativ mari între stele în afara nucleului galactic, se crede că o coliziune stelară este un eveniment rar. În regiuni mai dense, cum ar fi nucleele roiurilor globulare sau centrul galactic, coliziunile pot fi mai frecvente. Astfel de coliziuni pot produce stele hoinare albastre. Aceste stele anormale au o temperatură a suprafeței mai mare decât celelalte stele de secvență principală cu aceeași luminozitate a roiului din care fac parte.

## Caracteristici
Aproape tot ceea ce are legătură cu o stea este determinat de masa sa inițială, incluzând caracteristici precum luminozitatea, dimensiunea, evoluția,  durata de viață și soarta sa finală.

### Vârstă
Majoritatea stelelor au între 1 miliard și 10 miliarde de ani. Unele stele pot avea chiar aproape de 13,8 miliarde de ani — vârsta observată a Universului. Cea mai veche stea descoperită până în prezent, HD 140283, are o vârstă estimată la 14,46 ± 0,8 miliarde de ani. (Din cauza incertitudinii în valoare, această vârstă pentru stea nu intră în conflict cu vârsta Universului, determinată de satelitul Planck ca fiind 13,799 ± 0,021).
Cu cât steaua este mai masivă, cu atât durata de viață este mai scurtă, în primul rând deoarece stelele masive au o presiune mai mare asupra nucleelor lor, determinându-le să ardă mai rapid hidrogenul. Cele mai masive stele durează în medie câteva milioane de ani, în timp ce stelele cu masă minimă (pitică roșie) își ard combustibilul foarte încet și pot dura zeci până la sute de miliarde de ani.

### Compoziție chimică
Atunci când stelele se formează în galaxia Calea Lactee, acestea sunt compuse din aproximativ 71% hidrogen și 27% heliu, cu un procent mic de elemente mai grele. În mod obișnuit, porțiunea de elemente grele este măsurată în funcție de conținutul de fier din atmosfera stelară, deoarece fierul este un element comun, iar liniile sale de absorbție sunt relativ ușor de măsurat. Porțiunea de elemente mai grele poate fi un indicator al probabilității ca steaua să aibă un sistem planetar.
Steaua cu cel mai mic conținut de fier măsurat vreodată este giganta roșie SMSS J160540.18-144323.1 pitica HE1327-2326, cu doar 1/1.500.000 din conținutul de fier al Soarelui, în schimb ce steaua lanetară 14 Herculis are aproape de trei ori mai mult fier. Există stele care din punct de vedere chimic arată abundențe neobișnuite ale anumitor elemente din spectrul lor; în special crom și pământuri rare. Stelele cu atmosfere exterioare mai reci, inclusiv Soarele, pot forma diverse molecule diatomice și poliatomice.
Metalicitatea influențează, de asemenea, durata secvenței principale, intensitatea câmpului magnetic și vântul stelar. Stelele vechi din populația II au o metalicitate mai mică decât stelele tinere din populația I, deoarece norii moleculari din care au fost formate dețineau o cantitate mai mare de metale.

### Diametru

Comparație între dimensiunile Soarelui și VY Canis Majoris, cea mai mare stea cunoscută

Datorită distanței lor mari față de Pământ, toate stelele, cu excepția Soarelui, apar ochiului liber ca niște pete luminoase pe cerul nopții care pâlpâie din cauza efectului atmosferei Pământului.  Soarele este, de asemenea, o stea, dar este suficient de aproape de Pământ ca să apară ca un disc și să ofere lumină naturală. În afară de Soare, steaua cu cea mai mare dimensiune aparentă este R Doradus, cu un diametru unghiular de doar 0,057 arcsecunde.
Discurile majorității stelelor au o dimensiune unghiulară prea mică pentru a fi observate cu telescoape optice actuale la sol, astfel încât singura modalitate de a reproduce imagini cu caracteristicile stelelor este folosirea telescoapelor interferometrice. O altă tehnică de măsurare a mărimii unghiulare a stelelor este prin ocultație; diametrul unghiular al stelei poate fi calculat măsurând cu precizie scăderea luminozității unei stele, deoarece este ocultată de Lună (sau creșterea luminozității când reapare).
Dimensiunile reale ale stelelor sunt extrem de variabile: cele mai mici, stelele neutronice, au dimensiuni cuprinse între 20 și 40 km în diametru, în timp ce cele mai mari, supergigante, au diametru de dimensiuni de ordinul unităților astronomice; de exemplu, supergiganta Betelgeuse din constelația Orion are un diametru de aproximativ 1.000 de ori mai mare decât Soarele. Cu toate acestea, aceste stele au densități mult mai mici decât Soarele, atât de mult încât atmosfera lor este similară cu un vid puternic. Cea mai mare stea cunoscută este VY Canis Majoris, al cărei diametru este de aproape 2000 de ori mai mare decât al Soarelui: dacă s-ar afla în centrul Sistemului Solar, atmosfera sa s-ar extinde până la orbita lui Saturn.

### Masă
Una dintre cele mai masive stele cunoscute este Eta Carinae, care, cu o masă de 100-150 de ori mai mare decât Soarele, va avea o durată de viață de doar câteva milioane de ani. Studiile asupra celor mai masive roiuri deschise sugerează că masa maximă a unei stele poate fi în stadiul actual al evoluției Universului de cel mult 150 M☉.

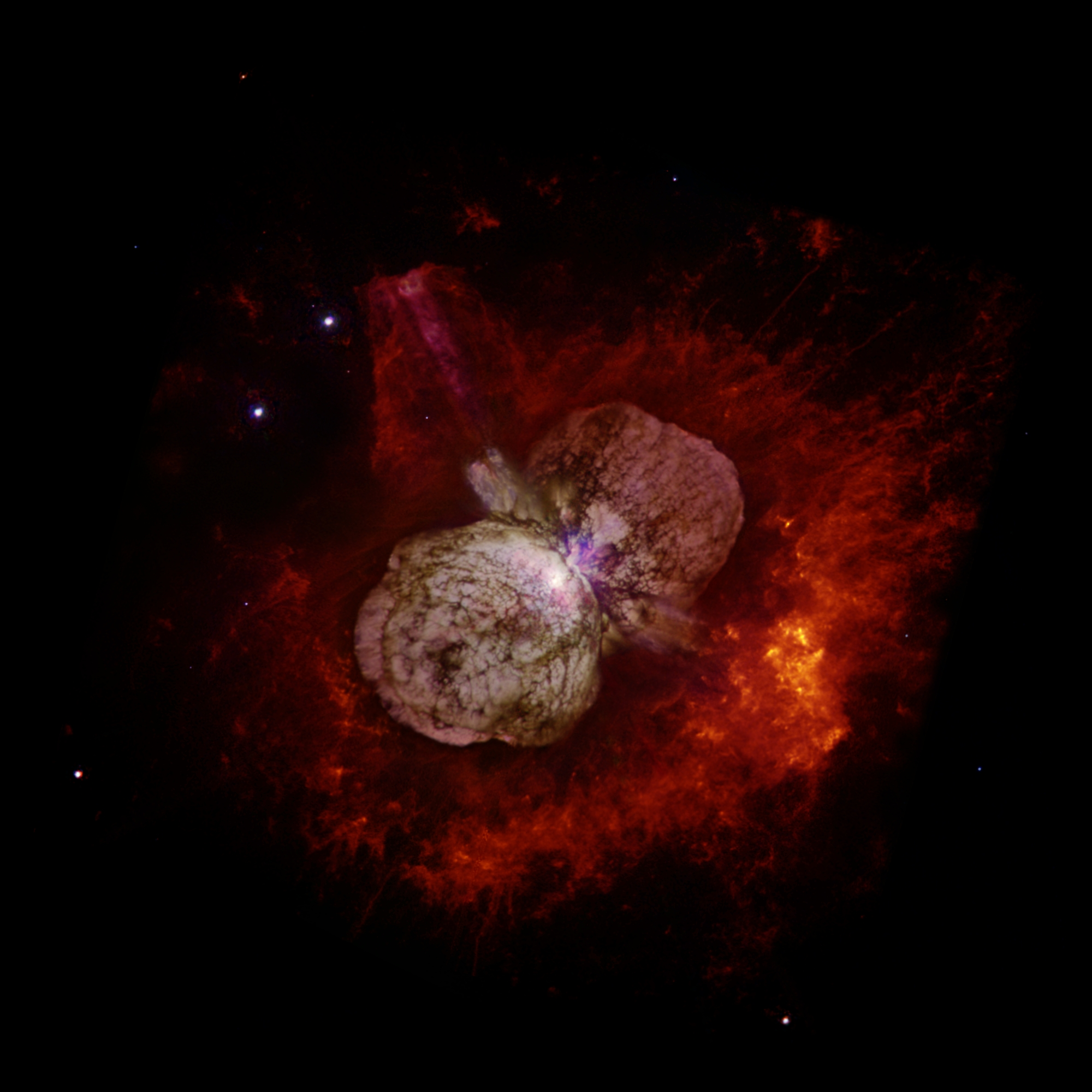
Eta Carinae (înconjurată de Nebuloasa Homunculus) are o masă de aproximativ 150 de ori mai mare decât cea a Soarelui.

 Motivele existenței acestei restricții nu au fost încă explicate pe deplin, cercetătorii consideră că joacă un rol în metalicitatea stelei și, într-o mai mare măsură, gradul, luminozitatea lui Eddington, care definește cantitatea maximă de energie pe care o stea o poate radia prin atmosferă fără să arunce materia sa constitutivă în spațiu. Cu toate acestea, corectitudinea acestui model a fost pusă la îndoială prin măsurători ale stelei R136a1, situată în roiul R136 din Marele Nor al lui Magellan, estimată la o masă de 265 M☉, explicația fiind că aceste stele masive s-ar fi putut crea prin coliziunea și fuziunea de stele masive în sisteme binare apropiate, evitând limita de 150 M☉.
Primele stele care s-au format după Big Bang pot fi mai mari, până la 300  M☉, datorită absenței complete a elementelor mai grele decât litiu în compoziția lor. Această generație de stele supermasive de populație III este posibil să fi existat în Universul foarte timpuriu (adică, pentru ele se observă o deplasare spre roșu ridicată) și poate au început producția de elemente chimice mai grele decât hidrogenul, elemente necesare pentru formarea ulterioară a planetelor și a vieții. În iunie 2015, astronomii au raportat dovezi pentru stele de populația III din galaxia Cosmos Redshift 7 la z = 6.60.
Cu o masă de doar 80 de ori mai mare decât cea a lui Jupiter (MJ), 2MASS J0523-1403 este cea mai mică stea cunoscută care suferă fuziune nucleară în nucleul său. Pentru stele cu o metalicitate similară Soarelui, masa minimă teoretică pe care steaua o poate avea și încă să aibe fuziune în nucleu, este estimat a fi de aproximativ 75 MJ. Când metalicitate este foarte scăzută, dimensiunea minimă a unei stele pare a fi de aproximativ 8,3% din masa solară, sau aproximativ 87 MJ. Corpurile mai mici numite pitici cenușii, ocupă o zonă gri slab definită între stele și giganți gazoși.
Combinația dintre raza și masa unei stele determină gravitația la suprafeță. Stelele gigant au o gravitație de suprafață mult mai mică decât stelele secvenței principale, în timp ce opusul este cazul stelelor compacte degenerate, precum piticele albe. Gravitația de suprafață poate influența aspectul spectrului unei stele, o gravitație mai mare provocând o lărgire a liniilor de absorbție.

### Rotație

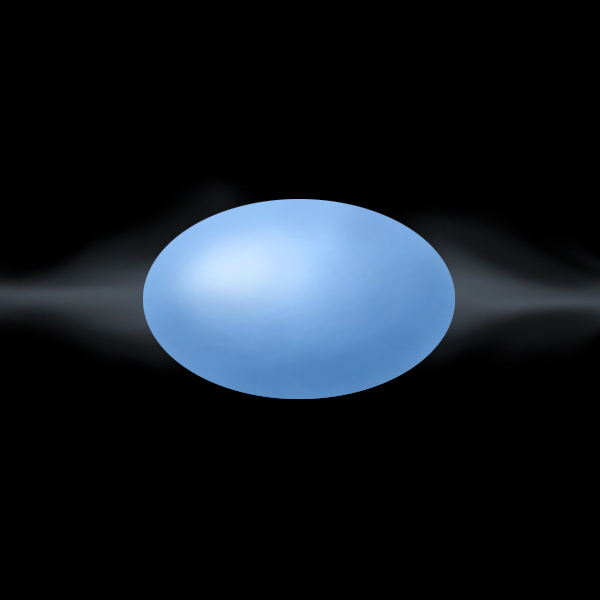
Viteza extremă de rotație (aprox. 225 km/s) a aplatizat Achernar.

Rotația stelei în jurul axei sale este o consecință a rotirii materiei care alcătuiește norul molecular înainte de a colapsa. O micșorare a norului și mai târziu a stelei ar trebui să crească viteza de rotație a stelei, dar observăm cu timpul o scădere a vitezei de rotație a stelei. Viteza de rotație a unei stele este influențată de masa ei și dacă se află într-un sistem multiplu. Deoarece stelele nu sunt corpuri rigide, ele au rotații diferențiale - viteza de rotație a acestora depinde de latitudinea astrografică considerată. 
Viteza de rotație a stelelor poate fi determinată prin măsurarea spectroscopică sau mai exact determinată prin urmărirea petelor stelare. Stelele tinere pot avea o rotație mai mare, de 100 km/s la ecuator. De exemplu,  Achernar, o stea din clasa spectrală B, are o viteză ecuatorială de aproximativ 225 km/s sau mai mare, ceea ce face ca diametrul său ecuatorial să fie cu peste 50% mai mare decât distanța dintre poli. Această viteză de rotație este puțin mai mică decât viteza critică de 300 km/s la care steaua s-ar spulbera. Soarele se rotește o dată la 25-35 de zile în funcție de latitudine,  cu o viteză ecuatorială de 1,93 km/s. Câmpul magnetic și vântul stelei efectuează o acțiune de frânare la rotația sa, pe măsură ce evoluează de-a lungul secvenței principale, încetinind-o în această perioadă de timp, chiar semnificativ.
Stelele degenerate au o masă extrem de densă rezultând o viteză mare de rotație, dar nu suficientă pentru a atinge viteza capabilă să favorizeze conservarea momentului unghiular, adică  tendința unui corp rotativ de a compensa o contracție în dimensiune cu o creștere a vitezei de rotație.  O mare parte din impulsul unghiular al stelei este disipat ca urmare a pierderii de masă prin vântul stelar. În ciuda acestui fapt, viteza de rotație pentru un pulsar poate fi foarte mare. De exemplu, pulsarul din inima nebuloasei Crabului, se rotește de 30 de ori pe secundă. Viteza de rotație a pulsarului va încetini treptat din cauza emisiilor continue de radiații.

### Temperatură
Temperatura de suprafață a unei stele de secvență principală este determinată de cantitatea de energie care este produsă în nucleului său și de raza corpului ceresc. Un instrument valid pentru măsurarea sa este indicele de culoare,  care este în mod normal asociat cu temperatura efectivă, adică temperatura unui corp negru ideal care își radiază energia la aceeași luminozitate pe suprafață ca steaua. Rețineți că temperatura efectivă este doar un reprezentant al suprafeței, deoarece temperatura crește spre nucleu. Temperatura din regiunea nucleului unei stele este de câteva milioane de grade kelvin.
Temperatura stelei determină viteza de ionizare a diferitelor elemente care o compun, și, prin urmare, este măsurată pornind de la linii de absorbție caracteristice spectrului stelar. Temperatura suprafeței și magnitudinea absolută sunt utilizate pentru în clasificarea stelelor (vezi clasificarea de mai jos).
Stelele masive de secvență principală pot avea temperaturi de suprafață de 50.000 K. Stele mai mici, cum ar fi Soarele, au temperaturi de suprafață de câteva mii de K. Gigantele roșii au temperaturi de suprafață relativ scăzute, de aproximativ 3.600 K; dar au, de asemenea, o luminozitate ridicată datorită suprafeței exterioare mari.

## Radiație

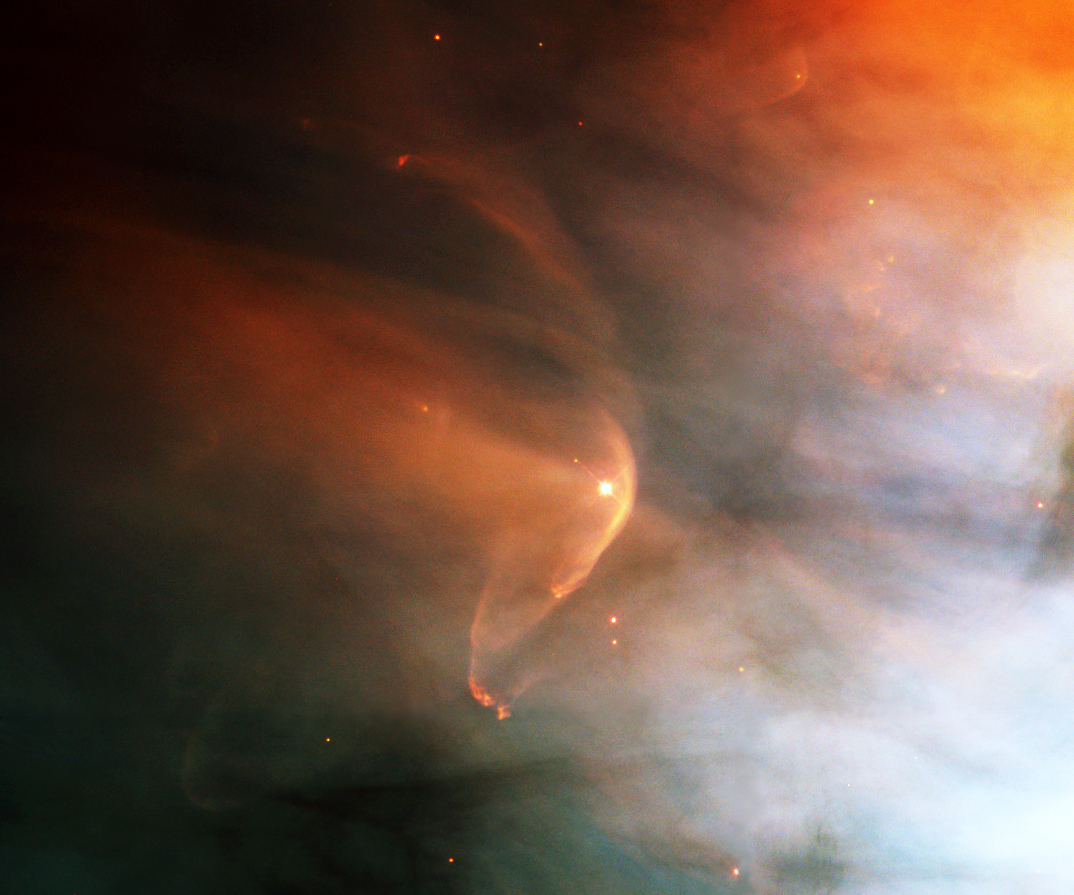
Imaginea arată vântul de la steaua LL Orionis generând un arc de șoc (arcul luminos), în timp ce se ciocnește cu materialul din nebuloasa Orion din jur.

Energia produsă de reacțiile nucleare  este radiată în spațiu sub formă de unde și particule electromagnetice. Radiația de particule emisă de o stea se manifestă ca vânt stelar, alcătuit din particule care provin atât din straturile exterioare ale stelei, cum ar fi protoni liberi, alfa, particule beta și ioni de diferite tipuri, cât și din interiorul stelei, cum ar fi neutrinii.
Producția de energie în nucleu este motivul pentru care stelele strălucesc atât de puternic: de fiecare dată când doi sau mai mulți nuclei atomici se contopesc pentru a forma un singur nucleu atomic al unui nou element mai greu, o cantitate mare de energie este eliberată prin radiații gamma. Pe măsură ce trece prin straturile cele mai exterioare ale stelei, radiația gamma pierde treptat energie, transformându-se în alte forme de energie electromagnetică de frecvență mai mică, cum ar fi lumina vizibilă.
Culoarea unei stele, determinată de frecvența cea mai intensă a luminii vizibile, depinde de temperatura straturilor exterioare ale stelei, inclusiv de fotosferă. Stelele se comportă aproximativ ca niște corpuri negre, ceea ce înseamnă că, pe lângă lumina vizibilă, ele emit și radiații care sunt invizibile pentru ochiul uman - de la undele radio și infraroșii la ultraviolete. Din punctul de vedere al energiei totale emise de o stea, nu toate componentele radiațiilor electromagnetice stelare sunt semnificative, dar toate frecvențele oferă o perspectivă asupra fizicii stelei.
Folosind spectrul stelar, astronomii pot determina, de asemenea, temperatura suprafeței, gravitația la suprafață, metalicitatea și viteza de rotație a unei stele. Dacă distanța până la stea este măsurată, de exemplu prin paralaxă, atunci se poate deduce și luminozitatea stelei. Cu aceste date disponibile, caracteristicile menționate mai sus sunt estimate pe baza modelelor fizice. Cunoașterea acestor parametri ai stelei permite astronomilor să determine vârsta sa aproximativă.

### Luminozitate

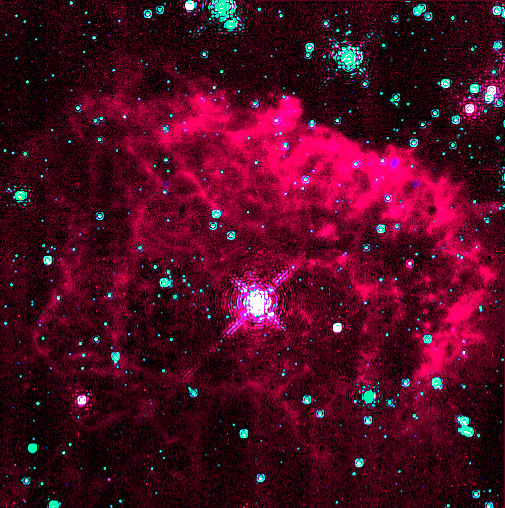
Steaua Pistol este una dintre cele mai luminoase și masive stele cunoscute din Calea Lactee. Este situată la aproximativ 25.000 de ani-lumină de Terra și are o luminozitate de zece milioane de ori mai mare decât Soarele

Luminozitatea unei stele este cantitatea de lumină și alte forme de energie radiantă emisă de o stea pe unitatea de timp; depinde strict de raza și temperatura de suprafață a stelei. Multe stele nu radiază uniform pe întreaga suprafață. De exemplu, steaua cu rotire rapidă Vega are un flux de energie mai mare la poli, decât de-a lungul ecuatorului său.
Stelele mici, pitice, cum ar fi Soarele nostru, au, în general, discuri fără caracteristici, cu doar mici pete stelare. Stelele gigant au pete stelare mult mai mari și mai evidente, și, de asemenea, prezintă o întunecare puternică a marginilor stelare (luminozitatea scade spre marginea discului stelar). Stelele eruptive pitice roșii, cum ar fi UV Ceti, pot avea, de asemenea, caracteristici proeminente ale petelor stelare.

### Magnitudine
Luminozitatea aparentă a unei stele este exprimată în termeni de magnitudine aparentă a acesteia.  Magnitudinea aparentă măsoară strălucirea stelei percepută de un observator; deci depinde de strălucirea reală a stelei, de distanța sa de Pământ și de modificările cauzate de atmosfera Pământului. Mărimea absolută a unei stele exprimă dimensiunea observată dacă distanța dintre Pământ și stea ar fi de 10 parseci (32,6 ani-lumină).
| Magnitudine aparentă | Număr de stele |
| -------------------- | -------------- |
| 0                    | 4              |
| 1                    | 15             |
| 2                    | 48             |
| 3                    | 171            |
| 4                    | 513            |
| 5                    | 1.602          |
| 6                    | 4.800          |
| 7                    | 14.000         |

Atât la magnitudinea aparentă cât și la cea absolută, cu cât numărul de magnitudine este mai mic, cu atât steaua este mai strălucitoare și invers; în consecință, cele mai strălucitoare stele ajung să aibă valori de magnitudine negative. Variația luminozității  (ΔL) între două stele se calculează scăzând numărul magnitudinii stelei mai strălucitoare  (mb) din numărul magnitudinii stelei mai puțin strălucitoare (mf) și folosind rezultatul ca exponent al numărului 2,512; acesta este:
{\displaystyle \Delta {m}=m_{\mathrm {f} }-m_{\mathrm {b} }}
{\displaystyle 2,512^{\Delta {m}}=\Delta {L}}
Magnitudinea aparentă (m) și absolută (M) ale fiecărei stele aproape niciodată nu coincid, datorită atât luminozității sale cît și a distanței de Pământ. De exemplu, strălucitoarea stea Sirius are o magnitudine aparentă de -1,44 însă o magnitudinea absolută de +1,41. 
Soarele are o magnitudine aparentă de -26,7, dar magnitudinea sa absolută este de numai +4,83. Sirius, cea mai strălucitoare stea de pe bolta cerească, este de aproximativ 23 de ori mai luminos decât Soarele, în timp ce Canopus, a doua stea ca strălucire, cu o magnitudine absolută de -5,53,
este de aproximativ 14.000 de ori mai luminos decât Soarele.  Deși Canopus este mult mai strălucitor decât Sirius, acesta din urmă apare mai luminos, deoarece este mult mai aproape: este de fapt la 8,6 ani-lumină de Pământ, în timp ce Canopus este situat la 310 ani-lumină de planeta noastră.
Steaua cu cea mai mare magnitudine absolută cunoscută este  LBV 1806-20, cu o magnitudine de -14,2. Această stea este de cel puțin 5.000.000 de ori mai luminoasă decât Soarele. Cele mai puțin luminoase stele cunoscute în prezent se află în roiul NGC 6397: cele mai stinse pitice roșii din grup au magnitudinea 26, însă a fost descoperită și o pitică albă cu  magnitudinea 28. Lumina acestor stele stinse este atât de slabă încât ar putea fi comparată cu lumina unei lumânari de tort aflată pe Lună și privită de pe Pământ.

## Clasificare
| Clasă | Temperatură           | Exemplu de stea  |
| ----- | --------------------- | ---------------- |
| O     | 33.000 K sau mai mult | Zeta Ophiuchi    |
| B     | 10.500–30.000 K       | Rigel            |
| A     | 7.500–10.000 K        | Altair           |
| F     | 6.000–7.200 K         | Procyon A        |
| G     | 5.500–6.000 K         | Soare            |
| K     | 4.000–5.250 K         | Epsilon Indi     |
| M     | 2.600–3.850 K         | Proxima Centauri |

Sistemul actual de clasificare stelară își are originea la începutul secolului XX, când stelele au fost clasificate de la A la Q pe baza puterii liniei de hidrogen. S-a crezut că rezistența liniei de hidrogen este o funcție liniară simplă a temperaturii, însă aceasta s-a consolidat odată cu creșterea temperaturii, a atins maximul la aproape 9000 K și apoi a scăzut la temperaturi mai mari. De atunci clasificările au fost reordonate după temperatură, pe care se bazează și actuala schema modernă.
Stelelor li se acordă o clasificare cu o singură literă în funcție de spectrele lor, variind de la tipul O, care reprezintă stele foarte fierbinți, până la M, care sunt atât de reci încât în atmosfera lor se pot forma molecule. Principalele clasificări în ordinea descrescătoare a temperaturii suprafeței sunt: O, B, A, F, G, K și M. O varietate de tipuri spectrale rare au o clasificare specială. Cele mai frecvente dintre acestea sunt tipurile L și T, care clasifică cele mai reci stele cu masă joasă și piticele cenușii. Fiecare literă are 10 subdiviziuni, numerotate de la 0 la 9, în ordinea scăderii temperaturii. Cu toate acestea, sistemul nu este perfect scalat și la temperaturi extrem de ridicate, clasele O0 și O1 pot să nu apară deloc.
Stelele cu același tip spectral (aceeași temperatură efectivă) pot diferi în mod clar în spectru. Datorită acestui fapt, a fost necesară introducerea celui de-al doilea parametru de clasificare - clasa de luminozitate, care este de fapt o măsură a luminozității absolute a stelei.  Pe această bază, există tipurile 0 (hipergiante), III (gigante)  și V (pitice din secvența principală); unii autori adaugă VII (pitice albe). Soarele este o pitică galbenă G2V aflată în secvența principală cu temperatură medie și dimensiune obișnuită.  
Există un nomenclator suplimentar, sub forma literelor minuscule adăugate la sfârșitul tipului spectral pentru a indica caracteristici particulare ale spectrului. De exemplu, un „e” poate indica prezența liniilor de emisie; „m” reprezintă niveluri neobișnuit de puternice de metale, iar „var” poate însemna variații de tip spectral.
Stelele pitice albe au propria lor clasă, care începe cu litera D. Aceasta este în continuare împărțită în clasele DA, DB, DC, DO, DZ și DQ, în funcție de tipurile de linii proeminente găsite în spectru. După această determinare, este plasată o valoare numerică care indică temperatura.

## Structură

Structuri interne ale stelelor din secvența principală, zone de convecție cu cicluri săgeți și zone radiative cu licăriri roșii. În stânga o pitică roșie cu o masă scăzută, în centru o pitică galbenă cu masă mijlocie și în dreapta, o stea masivă albastru-alb.

Interiorul unei stele stabile se află într-o stare de echilibru hidrostatic, în care cele două forțe predominante: gravitația (orientată spre centrul stelei) și o forță spre exterior datorită gradientului de presiune din interiorul stelei, se contrabalansează reciproc. Gradientul de presiune este stabilit prin gradientul de temperatură al plasmei; partea exterioară a stelei este mai rece decât nucleul. 
Temperatura din nucleu pentru o stea de secvență principală sau pentru o stea gigant este cel puțin de ordinul 107 K.
Combinația de valori ridicate de temperatură și presiune favorizează procesul de fuziune a nucleelor de hidrogen în nucleele de heliu, care eliberează suficientă energie pentru a evita colapsul stelei.
Deoarece nucleele atomice sunt fuzionate în nucleu, acestea emit energie sub formă de raze gamma. Acești fotoni interacționează cu plasma din jur, ajutînd la menținerea unei temperaturi ridicate în interiorul stelei. Stelele din secvența principală transformă hidrogenul în heliu, creând o proporție de heliu lentă dar în constantă creștere. În cele din urmă, conținutul de heliu devine predominant, iar producția de energie din nucleu încetează. În schimb, pentru stelele mai mari de 0,4 M☉, fuziunea are loc într-o zonă în expansiune treptată care înconjoară nucleul. Fuziunea nucleelor de hidrogen reduce numărul de ioni, ceea ce face ca materia nucleară să se micșoreze, dar compactarea materiei în nucleul de heliu este redusă atunci când electronii degenerează.
Interiorul unei stele stabile se află într-o etapă de echilibru hidrostatic și termic și se caracterizează printr-un gradient de temperatură care generează un flux de energie îndreptat spre exterior. Fluxul de energie care iese din orice strat din stea se va potrivi exact cu fluxul de intrare. 
Interiorul unei stele are o structură bine definită, care apare împărțită în mai multe straturi. Zona de radiație este acea regiune din interiorul stelei unde transferul de energie prin radiație este suficient pentru a menține stabil fluxul de energie. În această zonă, plasma nu suferă nici perturbări, nici schimbări de masă; cu toate acestea, dacă plasma începe să manifeste instabilitate și este supusă mișcărilor convective, regiunea presupune caracteristicile zonei convective. Acest lucru poate apărea, de exemplu, în regiunile în care apar fluxuri de energie foarte mari, cum ar fi în apropierea nucleului sau în zone cu opacitate ridicată (ceea ce face ca transferul de căldură radiativă să fie ineficient).

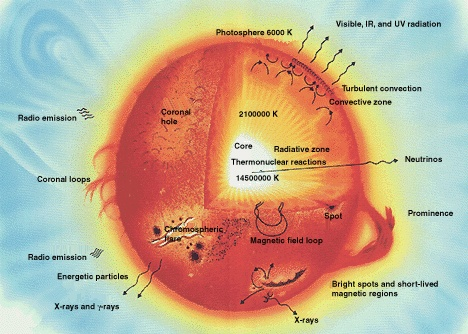
Această diagramă prezintă o secțiune transversală a Soarelui.

Poziția zonelor de radiație și convective ale unei stele de secvență principală depind de clasa și masa spectrală. Stelele care au o masă de câteva ori mai mare decât masa Soarelui au zonă de convecție adânc în interior și o zonă de radiație în straturile exterioare. La stelele mai mici, cum ar fi Soarele, se întâmplă exact opusul: zona convectivă situată în straturile exterioare. Piticele roșii cu mai puțin de 0,4 M☉ au doar o zonă convectivă care previne acumularea unui nucleu de heliu. Pentru majoritatea stelelor, zonele convective vor varia de-a lungul timpului, pe măsură ce steaua îmbătrânește și interiorul se modifică.
Fotosfera este acea porțiune a unei stele care este vizibilă pentru un observator. Acesta este stratul la care plasma stelei devine transparentă față de fotonii de lumină. De aici, energia generată în nucleu devine liberă să se propagă în spațiu. În fotosferă apar zone mai întunecate cauzate de activitatea magnetică a stelei: acestea sunt pete solare, care apar întunecate deoarece au o temperatură mai mică decât restul fotosferei. 
Deasupra fotosferei se află atmosfera stelară. Într-o stea de secvență principală, cum ar fi Soarele, cel mai scăzut nivel al atmosferei, chiar deasupra fotosferei, este regiunea subțire a cromosferei, în care apar spicule și încep erupțiile stelare. Deasupra acesteia se află regiunea de tranziție, cu o lîțime de 100 km, unde temperatura crește rapid. Dincolo de aceasta este coroana stelară, un volum de plasmă supraîncălzită care se poate extinde spre exterior la câteva milioane de kilometri. Existența unei coroane pare să fie dependentă de o zonă convectivă în straturile exterioare ale stelei. În ciuda temperaturii ridicate, coroana emite foarte puțină lumină, datorită densității sale scăzute de gaz. Coroana Soarelui este vizibilă în mod normal numai în timpul unei eclipse solare. 
Din coroană, un vânt stelar de particule de plasmă se extinde în afara stelei, până când interacționează cu mediul interstelar. Pentru Soare, influența vântului său solar se extinde în întreaga regiune în formă de bule numită heliosferă.

## Mecanisme ale reacțiilor nucleare
În interiorul nucleelor stelelor au loc o multitudine de reacții de fuziune nucleară, în funcție de masa și compoziția stelei. În timpul secvenței principale, reacțiile predominante sunt cele ale fuziunii hidrogenului, în care patru nuclee de hidrogen (fiecare constând dintr-un singur proton) se unesc pentru a forma un nucleu de heliu (doi protoni și doi neutroni).  Cu toate acestea, masa netă a nucleelor de heliu este mai mică decât masa totală a nucleelor inițiale de hidrogen. Această masă pierdută este transformată în energie electromagnetică, conform relației de echivalență masă–energie E = mc2.
Procesul de fuziune a hidrogenului este sensibil la temperatură, astfel încât chiar și cel mai mic șoc termic afectează viteza cu care au loc reacțiile. Drept urmare, temperatura de bază a stelelor secvenței principale variază de la minim 4 milioane K, pentru o stea mică de clasa M, la 40 de milioane K pentru o stea masivă din clasa O.
La Soare, al cărui nucleu atinge 10 milioane K, hidrogenul fuzionează pentru a forma heliu în reacția lanțului proton-proton:
41H → 22H + 2e+ + 2νe(2 x 0,4 MeV)
2e+ + 2e− → 2γ (2 x 1,0 MeV)
21H + 22H → 23He + 2γ (2 x 5,5 MeV)
23He → 4He + 21H (12,9 MeV)
Aceste reacții au ca rezultat reacția generală:
41H → 4He + 2e+ + 2γ + 2νe (26,7 MeV)
unde  e+ este un pozitron, γ este un foton cu raze gamma, νe este un neutrin și H și He sunt izotopi de hidrogen și, respectiv, heliu. Energia eliberată de această reacție este exprimată în milioane de electroni volți, ceea ce este de fapt doar o cantitate mică din energia totală eliberată. Un număr enorm de reacții apar constant, producând toată energia necesară pentru a susține radiația stelei. În comparație, arderea a două molecule de hidrogen cu o moleculă de gaz de oxigen eliberează doar 5,7 eV.
| Element  | Mase solare |
| -------- | ----------- |
| Hidrogen | 0.01        |
| Heliu    | 0.4         |
| Carbon   | 5           |
| Neon     | 8           |

În stelele mai masive, fuziunea nu se produce prin lanțul proton-proton, ci prin ciclul carbon-azot-oxigen (ciclul CNO), un proces mai „eficient”, dar foarte sensibil la temperatură, care necesită cel puțin 40 de milioane K pentru a avea loc.
La stelele evoluate, cu nuclee de 100 de milioane K și mase între 0,5 și 10 M☉, heliul poate fi transformat în carbon în procesul triplu-alfa care folosește elementul beriliu:
4He + 4He + 92 keV → 8*Be
4He + 8*Be + 67 keV → 12*C
12*C → 12C + γ + 7,4 MeV
Pentru o reacție generală de:
34He → 12C + γ + 7,2 MeV

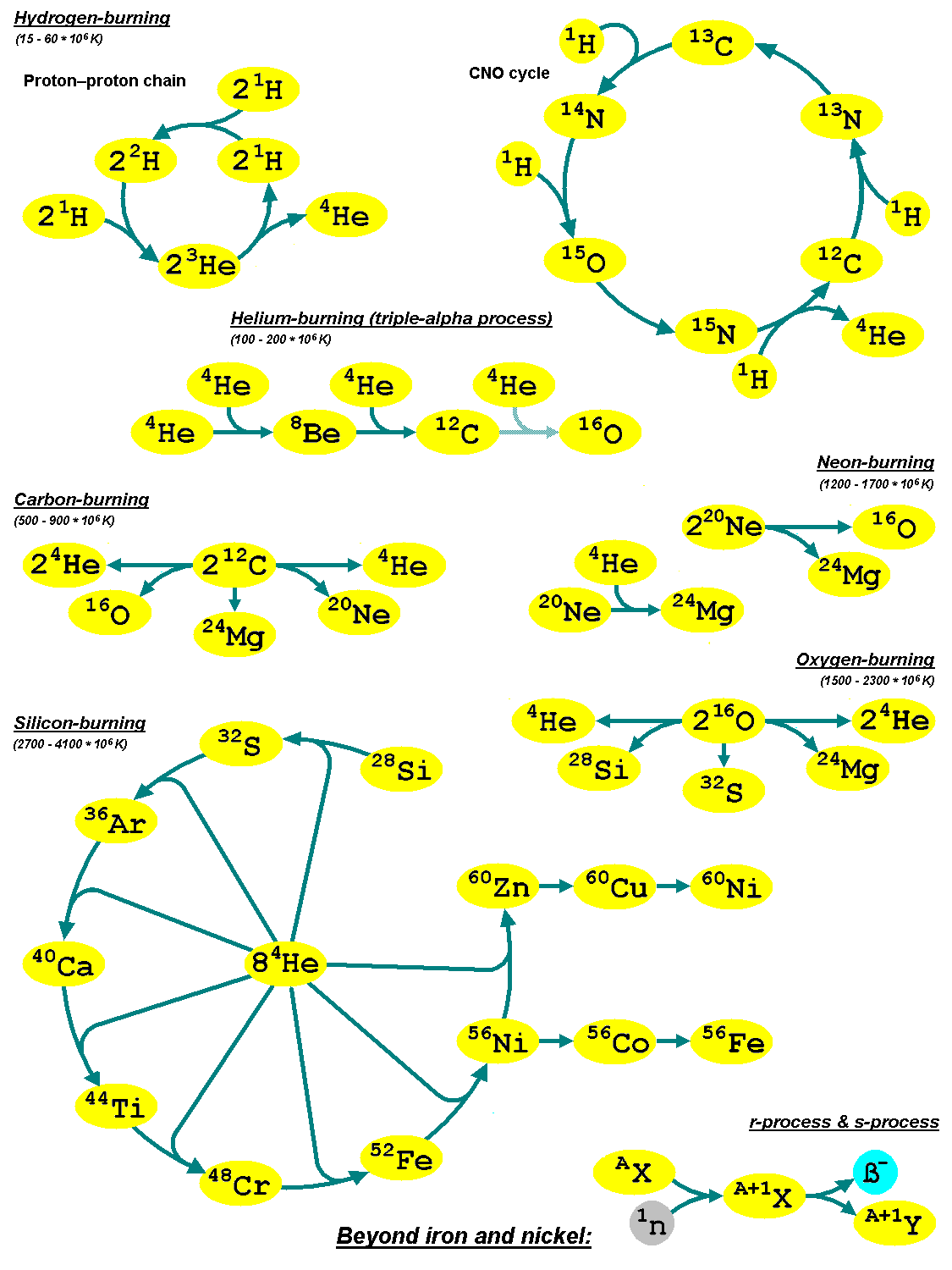
Prezentare generală a proceselor consecutive de fuziune în stele masive

Cele mai masive stele sunt capabile să fuzioneze chiar și cele mai grele elemente, într-un nucleu în contracție progresivă, prin diferite procese nucleosintetice, specifice fiecărui element: carbon, neon și oxigen. Etapa finală în procesul de nucleosinteză stelară este fuziunea siliciului, care implică sinteza izotopului stabil de fier-56. Orice fuziune ulterioară ar fi un proces endotermic care consumă energie, astfel încât energia suplimentară poate fi produsă doar prin colaps gravitațional.
| Combustibil nuclear | Temperatură (milioane K) | Densitate (kg/cm3) | Durata fuziunii (τ în ani) |
| ------------------- | ------------------------ | ------------------ | -------------------------- |
| H                   | 37                       | 0,0045             | 8,1 milioane               |
| He                  | 188                      | 0,97               | 1,2 milioane               |
| C                   | 870                      | 170                | 976                        |
| Ne                  | 1.570                    | 3.100              | 0,6                        |
| O                   | 1.980                    | 5.550              | 1,25                       |
| S/Si                | 3.340                    | 33.400             | 0,0315                     |

Tabelul din stânga arată cantitatea de timp necesară pentru ca o stea de 20 M☉ să consume întregul combustibil nuclear. Ca o stea a secvenței principale din clasa O, aceasta ar fi de 8 ori mai mare decât raza solară și de 62.000 de ori luminozitatea Soarelui.